# Apple
Apple Inc. ([ˈæpəl]; pronuncia italiana [ˈɛppol], chiamata in precedenza Apple Computer e nota come Apple) è un'azienda multinazionale statunitense che produce sistemi operativi (iOS), smartphone (iPhone), computer e dispositivi multimediali, con sede a Cupertino, in California. È considerata una delle società tecnologiche Big Tech, assieme ad Amazon, Google, Microsoft e Meta.
La società fu fondata nel 1976 da Steve Jobs, Steve Wozniak e Ronald Wayne a Los Altos, nella Silicon Valley, in California, per sviluppare e vendere il personal computer Apple I di Wozniak, sebbene Wayne abbia venduto la sua quota nei dodici giorni successivi. Fu incorporata come Apple Computer Inc. nel gennaio 1977 e le vendite dei suoi computer, tra cui l'Apple II, crebbero rapidamente. Nel giro di pochi anni, Jobs e Wozniak avevano assunto uno staff di progettisti di computer e avevano una linea di produzione. Apple è diventata pubblica nel 1980 con un immediato successo finanziario. Nel corso degli anni, ha distribuito nuovi computer con interfacce grafiche innovative - come il Macintosh 128K nel 1984 - e gli annunci pubblicitari per i propri prodotti ricevettero ampi consensi dalla critica. Tuttavia, l'alto prezzo dei prodotti e la limitata libreria di applicazioni hanno causato problemi, così come le lotte di potere tra i dirigenti. Nel 1985, Wozniak lasciò Apple amichevolmente e rimase un impiegato onorario, mentre Jobs e altri si dimisero per fondare NeXT. Nel corso del tempo, Apple ha introdotto presso il grande pubblico numerose innovazioni nel campo dell'alta tecnologia e del design, applicate ai prodotti informatici. Dal 1º aprile 1976 al 3 gennaio 1977, era conosciuta come Apple Computer Company e dal 3 gennaio 1977 al 2007 come Apple Computer Inc.
Con l'espansione e l'evoluzione del mercato dei personal computer negli anni novanta, Apple ha perso quote di mercato a causa del duopolio a basso costo di Microsoft Windows sui cloni di PC Intel. Il consiglio di amministrazione assunse l'amministratore delegato Gil Amelio, per riabilitare la società in difficoltà finanziaria entro 500 giorni, rimodellandola con licenziamenti, ristrutturazione esecutiva e attenzione al prodotto. Nel 1997, Amelio portò Apple ad acquistare NeXT, risolvendo la strategia del sistema operativo disperatamente fallita e riportando Jobs in azienda. Jobs riguadagnò la posizione di comando, diventando amministratore delegato nel 2000. Apple tornò rapidamente alla redditività con la rivitalizzante campagna Think different (Pensa differente), e riuscì ricostruire il proprio status lanciando l'iMac nel 1998, aprendo la catena di negozi Apple Store nel 2001 e acquisendo numerose aziende per ampliare il portafoglio software. A gennaio 2007, Jobs ribattezzò la società Apple Inc., spostando la sua attenzione verso l'elettronica di consumo e lanciò l'iPhone con grande successo di critica e finanziario. Nell'agosto 2011, Jobs si dimise da amministratore delegato a causa di complicazioni di salute e fu susseguito da Tim Cook. Due mesi dopo, Jobs morì, segnando la fine di un'era per l'azienda. Nel giugno 2018 Jony Ive, capo progettista di Apple, lasciò l'azienda per mettersi in proprio, dichiarando che avrebbe lavorato con Apple come suo cliente principale.
Apple è ben nota per le sue dimensioni e i suoi ricavi. Dal 2011 risulta essere una delle più grandi aziende per capitalizzazione azionaria - titolo quotato al Nasdaq - e di maggior valore al mondo, davanti alla concorrente Microsoft. Le sue entrate annuali mondiali sono ammontate a 265 miliardi di dollari (234 miliardi di euro) per l'anno fiscale 2018. Nel 2022, secondo la classifica Fortune Global 500, Apple è diventata la più grande azienda manifatturiera al mondo per ricavi. È anche la più grande azienda tecnologica per fatturato e una delle aziende di maggior valore al mondo. Il 12 agosto 2012 è divenuta la maggior società privata di sempre per capitalizzazione di mercato, superando il precedente record della Microsoft risalente al 1999, anche se è inferiore alle grandi multinazionali come Huawei. Nel 2012 gli utili crebbero del 94%. Il 25 novembre 2014, Apple sfondò la quota di 700 miliardi di dollari di capitalizzazione di mercato, battendo il suo precedente record risalente al 2012: nessuna azienda statunitense aveva mai superato tale soglia. È anche il terzo produttore mondiale di telefoni cellulari dopo Samsung e Huawei. Nell'agosto 2018, Apple è diventata la prima società statunitense quotata in borsa ad essere valutata oltre mille miliardi di dollari (890 miliardi di euro). Al 2020, la società impiega 137.000 dipendenti a tempo pieno e mantiene 510 negozi al dettaglio in 25 paesi. Gestisce la piattaforma iTunes, che è il più grande rivenditore di musica al mondo. Al 2020, più di 1,5 miliardi di prodotti Apple sono attivamente utilizzati in tutto il mondo. L'azienda ha anche un alto livello di fedeltà al marchio, che ha la quotazione più alta del mondo. Tuttavia, Apple riceve critiche significative in merito alle pratiche di lavoro dei suoi appaltatori, alle sue pratiche ambientali e alle pratiche commerciali non etiche, incluso il comportamento anticoncorrenziale, nonché alle origini dei materiali di base.
Apple è presente nei seguenti paesi: Irlanda; Belgio; Canada; Danimarca;  Germania; Austria; Francia; Svizzera; Spagna; Italia; Finlandia; Messico; Paesi Bassi; Regno Unito; Emirati Arabi Uniti; Turchia; Polonia ed offre una grande varietà di prodotti e servizi.

## Storia

### 1976-1984: L'incontro tra Wozniak, Jobs e Wayne e la fondazione
Steve Wozniak era programmatore per la HP, che nel 1975 aveva cominciato a tenere conferenze al Homebrew Computer Club. In attesa del giorno in cui avrebbe potuto permettersi una CPU e dal momento che avrebbe voluto utilizzare il Motorola 6800, Wozniak cominciò a studiare e a progettare i suoi computer sulla carta, perché entrambi i processori commerciali disponibili a metà degli anni settanta, l'Intel 8080, che costava 179 dollari e il Motorola 6800 che costava 170 dollari, erano troppo costosi.
Quando la MOS Technologies mise in commercio il suo chip 6502, nel 1976 a un prezzo accessibile, 25 dollari, Wozniak scrisse una versione del linguaggio di programmazione BASIC per il nuovo processore e, una volta completata, cominciò a progettare un computer sul quale farlo girare. Il chip 6502 era stato progettato dagli stessi progettisti che avevano progettato il 6800 e il vecchio progetto del computer di Wozniak basato appunto sul 6800 aveva quindi bisogno solo di alcune piccole modifiche per poter utilizzare il nuovo processore. Una volta completato un prototipo nel suo garage, Wozniak ne parlò durante le sue conferenze all'Homebrew Computer Club, dove mostrò per la prima volta il suo sistema. Fu in quell'occasione che Wozniak incontrò Steve Jobs il quale, interessato allo sviluppo commerciale dei computer, riuscì a convincerlo ad assemblare la macchina che aveva progettato e a venderla assieme a lui. Steve prese contatti con il proprietario di un negozio di computer della zona, The Byte Shop e gli propose la macchina. Il proprietario ne era interessato e si impegnò a comprarne 50 esemplari, pagandoli 500 dollari l'uno, ma a condizione che fossero tutti montati e quindi i due dovettero assemblarli tutti senza però disporre né di una fabbrica né dei soldi necessari per impiantarla.
La macchina si chiamava Apple I (1976) ed era innovativa per l'epoca in quanto poteva essere collegata a un televisore - molti computer dell'epoca non prevedevano nemmeno un dispositivo video - anche se il video era ancora piuttosto lento, soltanto 600 caratteri per secondo; includeva poi delle ROM da dove caricava il codice all'accensione cosa che rendeva molto semplice l'avvio. Spinto dall'insistenza di Paul Terrell, Wozniak progettò anche un modulo per interfacciare il computer a un lettore a cassette per caricare e salvare i programmi. Il lettore era molto rapido per l'epoca (leggeva e scriveva 1.200 byte per secondo). Risultava discretamente potente ed era nel complesso semplice in quanto Wozniak era riuscito a progettarlo utilizzando pochi componenti rispetto ai computer concorrenti e quindi era anche relativamente economico.
Dopo essersi associati con Ronald Wayne, il quale avrebbe dovuto fare da mediatore tra i due amici, cominciarono ad assemblare i computer nel garage della casa di Jobs riuscendo a consegnare i computer. Questi ultimi venivano forniti senza telaio, cosa frequente all'epoca. Chi acquistava il computer doveva quindi provvedere in proprio alla realizzazione dell'alloggiamento; vi sono fotografie dell'epoca che mostrano l'Apple I contenuto in una scatola di legno. Alla fine vennero costruiti 200 esemplari di Apple I.

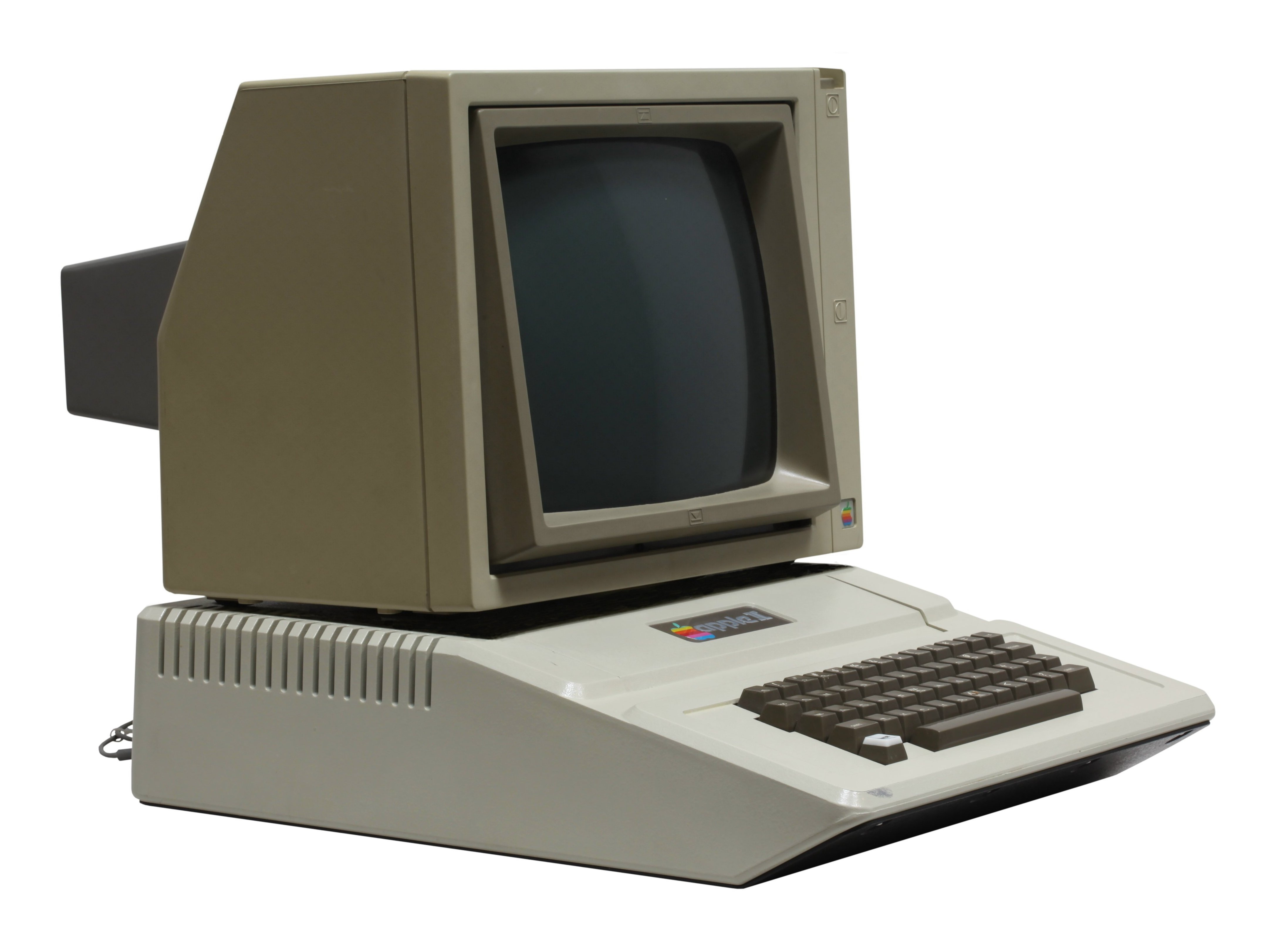
Apple II (1977)

Molte delle scelte progettuali del primo computer erano dovute alle limitazioni economiche che Wozniak dovette affrontare durante lo sviluppo del prototipo; ora, dopo avere venduto i primi computer, avendo più risorse a disposizione cominciò a progettare la seconda versione, Apple II, ma ben presto la progettazione si rivelò più costosa del previsto e venne chiesto a Wayne di finanziare il progetto ma questi rifiutò uscendo dall'azienda. Jobs contattò così Mike Markkula il quale, fiducioso nel progetto, investì 250.000 dollari nella neonata Apple computer, fondata ufficialmente il 1º aprile 1976. Una delle differenze fondamentali del secondo computer era il circuito TV che, totalmente ripensato, visualizzava i dati contenuti nella memoria del computer e non stringhe di testo inviategli dal processore; inoltre era in grado di visualizzare anche grafica, non solo semplice testo, ed era in grado di utilizzare anche i colori. Jobs insistette per la realizzazione della struttura e di una tastiera migliorati in modo che il computer, una volta tirato fuori dalla scatola, avrebbe dovuto essere pronto e funzionante subito, senza software da programmare o parti da montare. Bisognava poi anche scrivere il BASIC per consentire agli utenti di programmarlo.
L'Apple II fu presentato al pubblico il 16 aprile del 1977, durante il primo West Coast Computer Faire. Con la sua presentazione generalmente si ritiene sia nata l'era del computer, infatti milioni di computer vennero venduti negli anni '80. Quando Apple si quotò in borsa, generò più ricchezza di quanta ne avesse generata l'IPO della Ford nel 1956 e creò il maggior numero di milionari per compagnia che la storia ricordi. Vennero prodotti molti modelli della famiglia Apple II, inclusi l'Apple II e l'Apple IIGS.

### 1984-1991: L'espansione e la concorrenza con IBM e Microsoft

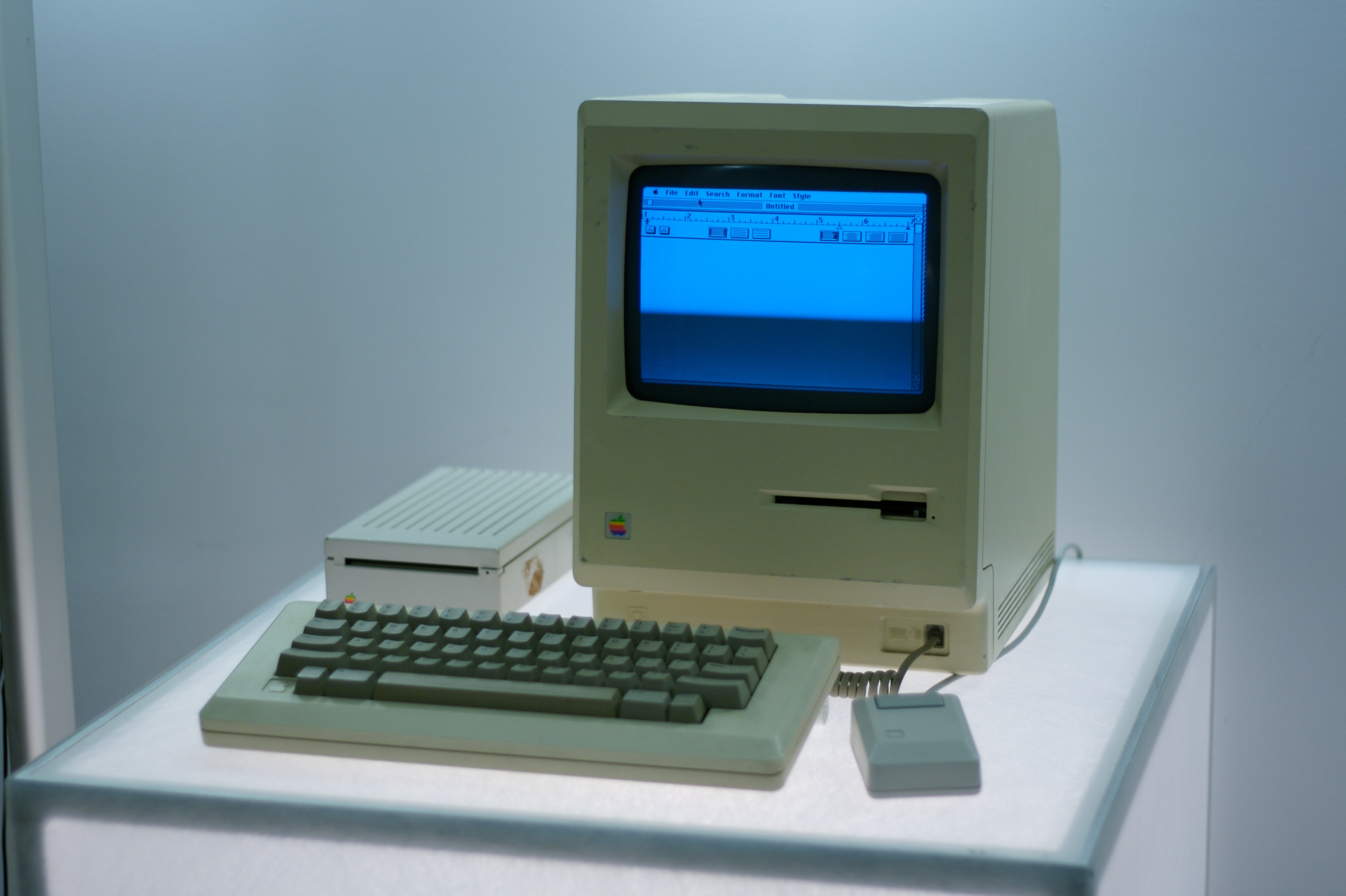
Macintosh 128K (1984)

Nel 1980, sull'onda del successo dei computer come nuovo prodotto, anche l'IBM decise di entrare nel mercato con un suo PC il quale utilizzava MS-DOS, un sistema operativo solo testuale prodotto dalla Microsoft di Bill Gates. Questo computer venne spinto dalla potenza commerciale dell'IBM e conquistò presto ampie fette di mercato. Molte piccole aziende utilizzavano l'Apple II, ma la Apple - che Steve Wozniak aveva lasciato nel 1981 - decise di realizzare una nuova macchina dedicata al mercato aziendale in tempi rapidi e venne ideato Apple III. La fretta determinò alcuni problemi nel prodotto, accompagnati da errori nelle scelte progettuali, come la mancanza di una ventola per il raffreddamento del computer. Jobs si oppose alla ventola, ritenendola non elegante. La nuova macchina, a causa di questa scelta, si rivelò un disastro in quanto si surriscaldava facilmente e molti modelli dovettero essere richiamati. L'Apple III era costoso e, malgrado nel 1983 ne fosse stata introdotta una versione aggiornata, non vendette comunque come si era sperato.
Nel frattempo la Apple, con sviluppatori come Jef Raskin e Bill Atkinson, lavorava al completamento di un nuovo computer che avrebbe avuto un'interfaccia grafica, un mouse, la programmazione orientata agli oggetti e il supporto per le reti informatiche. Anni prima, nel dicembre 1979, Jobs era stato autorizzato dalla Xerox a visitare lo Xerox PARC dove vide il nuovo sistema Alto, dotato di un'interfaccia grafica. Jobs riuscì ad aver accesso ai laboratori Xerox per tre giorni, grazie a un accordo di prevendita di un milione di azioni Apple prima dell'IPO (circa 18 milioni di dollari). Da quello che aveva visto nacquero i progetti Lisa e Macintosh. Lisa venne presentato nel gennaio 1983; costava 9.900 dollari, quindi era troppo costoso per gli utenti a cui era indirizzato. La Apple non riuscì a conquistare il mercato, pertanto Lisa venne abbandonato nel 1986.
A metà dello sviluppo di Lisa, Jobs fu estromesso dal progetto ma riuscì ad assumere il comando su quello parallelo del Macintosh, che inizialmente era stato previsto come versione economica del Lisa. Ciò non avvenne senza ripercussioni: il progettista capo Jef Raskin rassegnò le dimissioni. Il Macintosh venne presentato nel 1984 con uno spot televisivo trasmesso durante la finalissima del campionato nazionale di football e divenne celebre.
Nel 1985, dopo avere ottenuto una prima licenza proprio dalla Apple, Microsoft presentò Windows, la propria interfaccia per i sistemi prodotti da IBM e per quelli compatibili di altri produttori. Questi programmi, nella loro prima versione con interfaccia grafica, erano nati su Mac nel 1984-'85 con un'esclusiva Apple per due anni. Nel quadro del progetto in base al quale intendeva risollevare le sorti della società, Jobs negoziò un accordo epocale con lo storico rivale. Lo scopo principale era che l'azienda di Bill Gates continuasse lo sviluppo di Word ed Excel per il sistema operativo della Apple. La concessione a Microsoft degli elementi dell'interfaccia grafica dei Mac per quello sviluppo, firmata da John Sculley, era stata all'origine delle cause legali intentate da Apple a Microsoft per il furto del look and feel del System 7 (nome che nel 1997 divenne macOS). La vertenza legale fu sciolta solamente nel 1996 (vedi infra). Dopo uno scontro frontale con il nuovo AD John Sculley, nel 1985 Jobs fu costretto ad abbandonare la società. Fondò una nuova società, NeXT Computer la quale, nonostante inizialmente sembrasse promettente, non riuscì a conquistare un mercato abbastanza ampio e venne chiusa nel 1997.

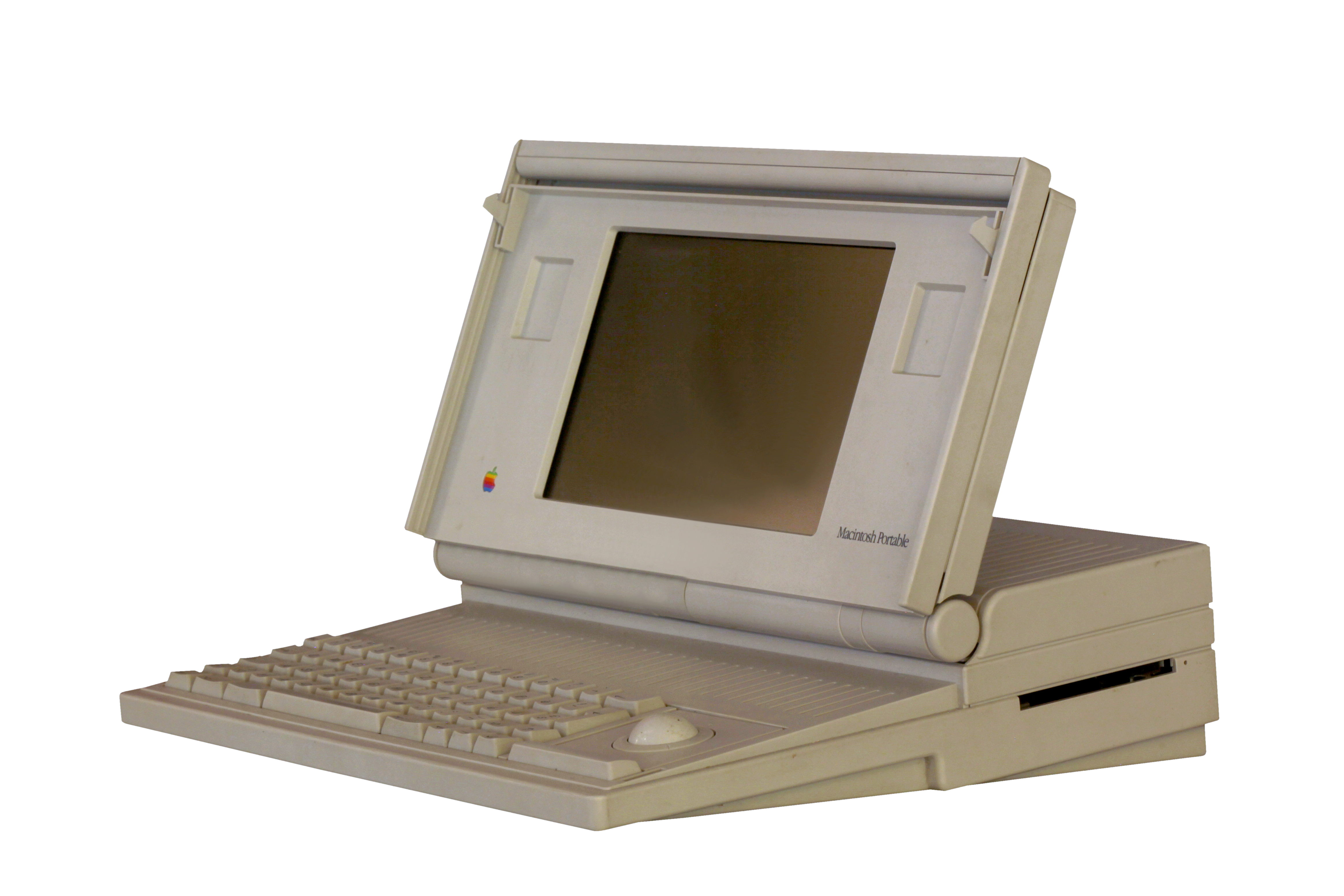
Macintosh Portable (1989)

Visto lo scarso successo del primo computer portatile della Apple, il Macintosh Portable nel 1989, ne venne presentato nel 1990 un nuovo modello, il PowerBook la cui serie originale, la 1xx, era formata da due prodotti distinti, il PowerBook 100, realizzato in collaborazione con Sony, molto simile a un subnotebook e basato sul vecchio processore Motorola 6800, e i più potenti e completi nella loro configurazione, PowerBook 140 e PowerBook 170. PowerBook stabilì lo standard per tutti i futuri portatili APPLE che seguirono introducendo lo schermo collegato tramite una cerniera alla tastiera come il Grid Compass, la trackball come gli apricot e altre innovazioni. Supportava le reti AppleTalk ed era incluso il software QuickTime Player, il quale forniva un supporto multimediale.

### 1991-1997: Il nuovo hardware e l'acquisizione di NeXT

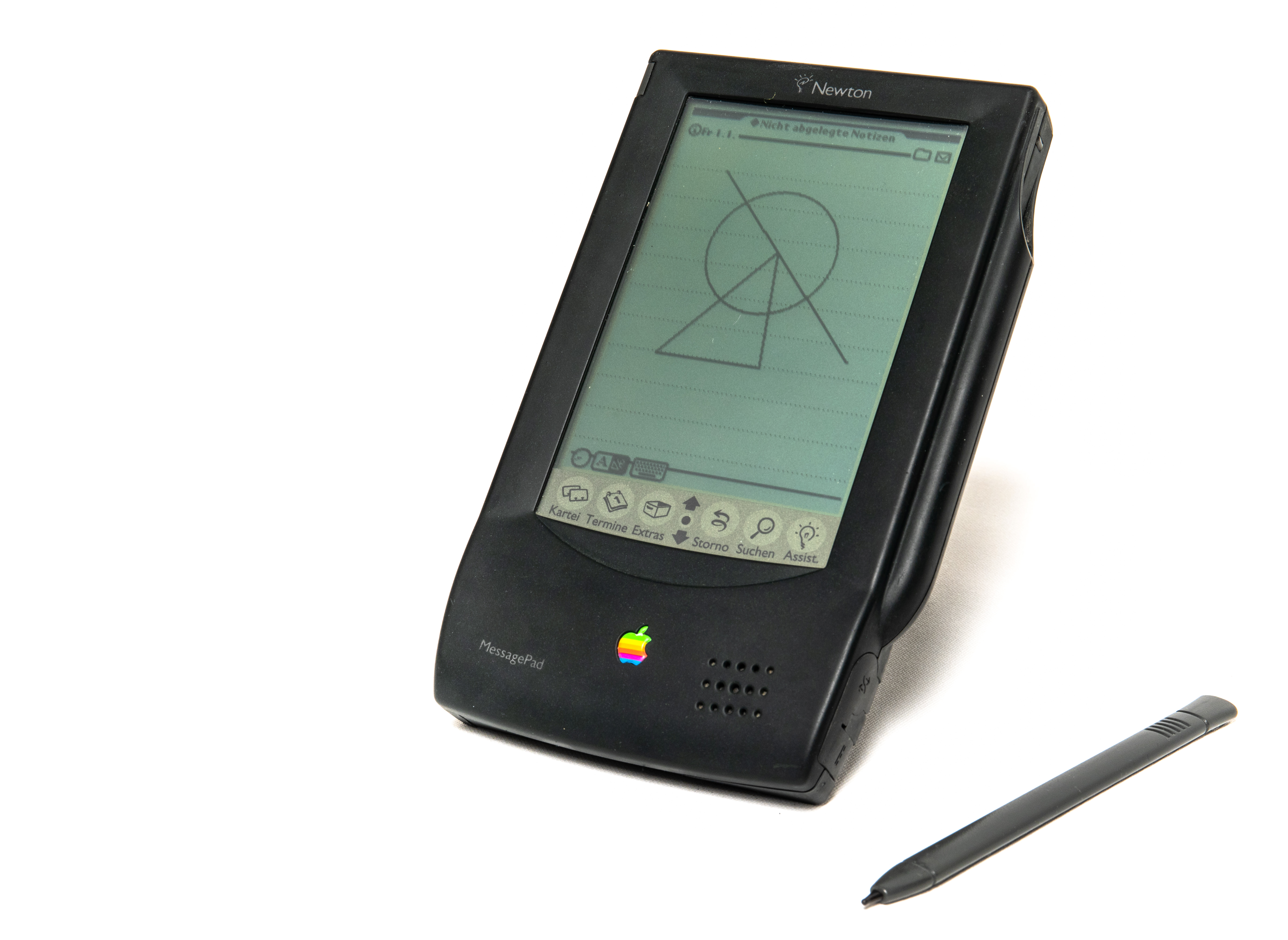
Apple Newton MessagePad (1993)

Uno degli sviluppi più interessanti della Apple guidata da John Sculley si ebbe nel settore dei computer palmari o Personal digital assistant (PDA). Nel 1993 la Apple mise in commercio il Newton da un'idea di Sculley (fu proprio lui a coniare l'acronimo PDA), ma di scarso successo commerciale. Alla metà degli anni novanta, Apple entrò in un periodo di difficoltà, dimostrato dal calo delle vendite. Allora l'azienda cambiò direttore. Così dalle sedi europee arrivò Michael Spindler, ma questo cambio non servì a molto; causò più danni che altro infatti nel 1996 fu messa il commercio l'Apple Pippin, ovvero una riduzione del Mac, nato in collaborazione con Bandai ma si rivelò un fallimento. Windows della Microsoft era il leader del mercato mentre la Apple si era vista ridurre le quote di mercato dal 20% dei primi anni novanta al 5%.
Il sistema operativo Classic Mac OS era ormai datato. Nel 1994 Apple rivoluzionò i Macintosh adottando come processore il PowerPC. Per l'occasione creò un consorzio con Motorola e IBM, aziende detentrici dei brevetti necessari al nuovo processore, il quale era sensibilmente diverso rispetto ai precedenti modelli della famiglia Motorola 68000: la Apple dovette sviluppare uno strato di emulazione per le applicazioni software sviluppate prima del PowerPC. Permaneva comunque la necessità di cambiare e di offrire qualcosa di nuovo sul mercato. L'azienda decise di acquistare una software house che disponesse di un moderno sistema operativo, da adattare successivamente a macchine con architettura PowerPC. All'inizio la società pensò all'acquisizione della Be Inc., azienda fondata da due transfughi della Apple: il maggior candidato a diventare il nuovo sistema operativo di Apple sembrava quindi essere il BeOS, di cui era già in corso la portabilità per l'architettura Power PC. In seguito, l'azienda contattò Steve Jobs.
Jobs intervenne tempestivamente: prima ancora di ricevere un incarico ufficiale nell'azienda da lui fondata, raggiunse un accordo con la Microsoft (6 agosto 1997): lo storico rivale avrebbe acquisito il 7% circa delle azioni della Apple (senza diritto di voto in assemblea), per un controvalore di 150 milioni di dollari, impegnandosi a realizzare versioni di Internet Explorer e Microsoft Office per Macintosh e a chiudere le cause in corso con licenze incrociate sui brevetti. L'acquisto delle azioni era subordinato a un accordo che prevedeva l'installazione del web browser di Microsoft su tutti i computer prodotti dalla Apple per i cinque anni seguenti (Microsoft Explorer Macintosh Edition).
Jobs, divenuto il 16 settembre amministratore delegato ad interim con un compenso simbolico di un dollaro annuo fino al 2001, riuscì a far risorgere Apple, promuovendo soprattutto lo sviluppo della linea iMac dal settembre 1998. L'idea di Jobs fu di puntare alla realizzazione di nuovi dispositivi e dei relativi software producendo lettori di MP3 come l'iPod e, nel decennio successivo, smartphone come l'iPhone e tablet come l'iPad.

### 1997-2007: Ritorno ai profitti e macOS
Il 21 dicembre 1996 il consiglio d'amministrazione votò l'acquisizione di NeXT per 400 milioni di dollari con l'intenzione di utilizzarne il sistema operativo, NeXTSTEP, come base per le future versioni del sistema operativo macOS (entrambi utilizzano un kernel Unix). Jobs divenne consigliere personale del presidente Gil Amelio che pochi mesi dopo, l'11 luglio 1997, diede le dimissioni insieme al suo braccio destro Ellen Hancock.

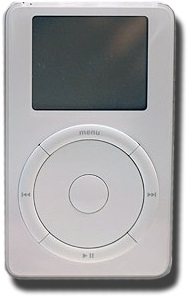
iPod (2001)

Nel 2001 la Apple lanciò sul mercato Mac OS X, un sistema operativo rivolto sia alle utenze private che a quelle professionali; a differenza delle precedenti versioni introduceva una nuova interfaccia grafica rendendo disponibili anche le librerie Carbon per consentire agli sviluppatori di effettuare in modo rapido il porting del vecchio e ampio parco software di Mac OS 9 sul nuovo sistema operativo. Con il Mac OS X la Apple consolidò la propria quota di mercato.
Nel 2003 la Apple deteneva circa il 5% del mercato dei personal computer. La crisi finanziaria viene successivamente superata: le azioni in mano alla Microsoft vengono ricomprate, anche se la quota di mercato continuava ad assottigliarsi e nel 2004 raggiungeva il 3%. Vengono anche presentati i processori PowerPC G4 e l'IBook.
Nel 2002 viene presentato il nuovo iMac G4, dotato di una base semisferica collegata a uno schermo TFT tramite un braccio metallico orientabile. Questo modello è stato dismesso nell'estate del 2004. Il nuovo modello, l'iMac G5, basato sul PowerPC G5, è stato presentato il 31 agosto 2004. Questo modello è ispirato dall'iPod racchiude l'intera logica del computer nello schermo TFT. Il nuovo Mac è uno dei computer più silenziosi e sottili che esistano sul mercato.
Nel Giugno 2005 Apple annunciò che i computer Macintosh avrebbero adottato i processori Intel al posto dei PowerPC. I primi modelli furono presentati a Gennaio 2006 ed erano dotati di Intel Core Duo a 32 bit, mentre nel corso dell'anno furono adottati processori Intel Core 2 Duo a 64 bit.

### 2007-2011: Successo con iPhone

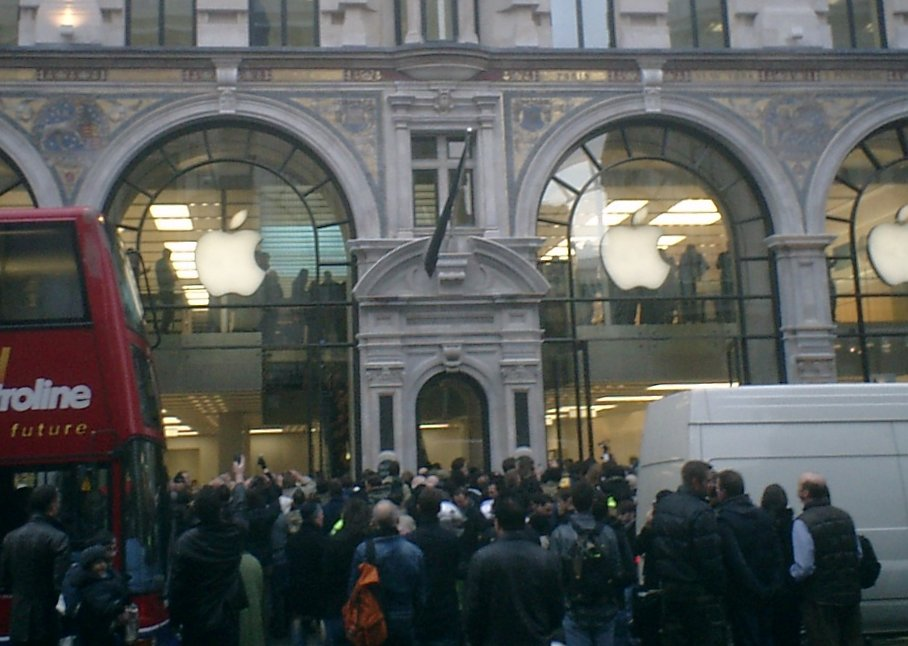
Immagine di un Apple Store inglese. Aperto a Londra in Regent Street il 20 novembre 2004, è il primo punto vendita di Apple in Europa e il terzo fuori dagli Stati Uniti.

Nel 2007 Apple mette in commercio un nuovo prodotto, l'iPhone, uno smartphone con lo schermo multi-touch, con il quale pone le basi per l'ingresso di Apple nel settore della telefonia mobile. Nei primi 200 giorni di vendita, l'iPhone conquista il 19% del mercato degli smartphone con 4 milioni di unità vendute.

### Dal 2011 ad oggi: era post-Jobs e dirigenza di Tim Cook

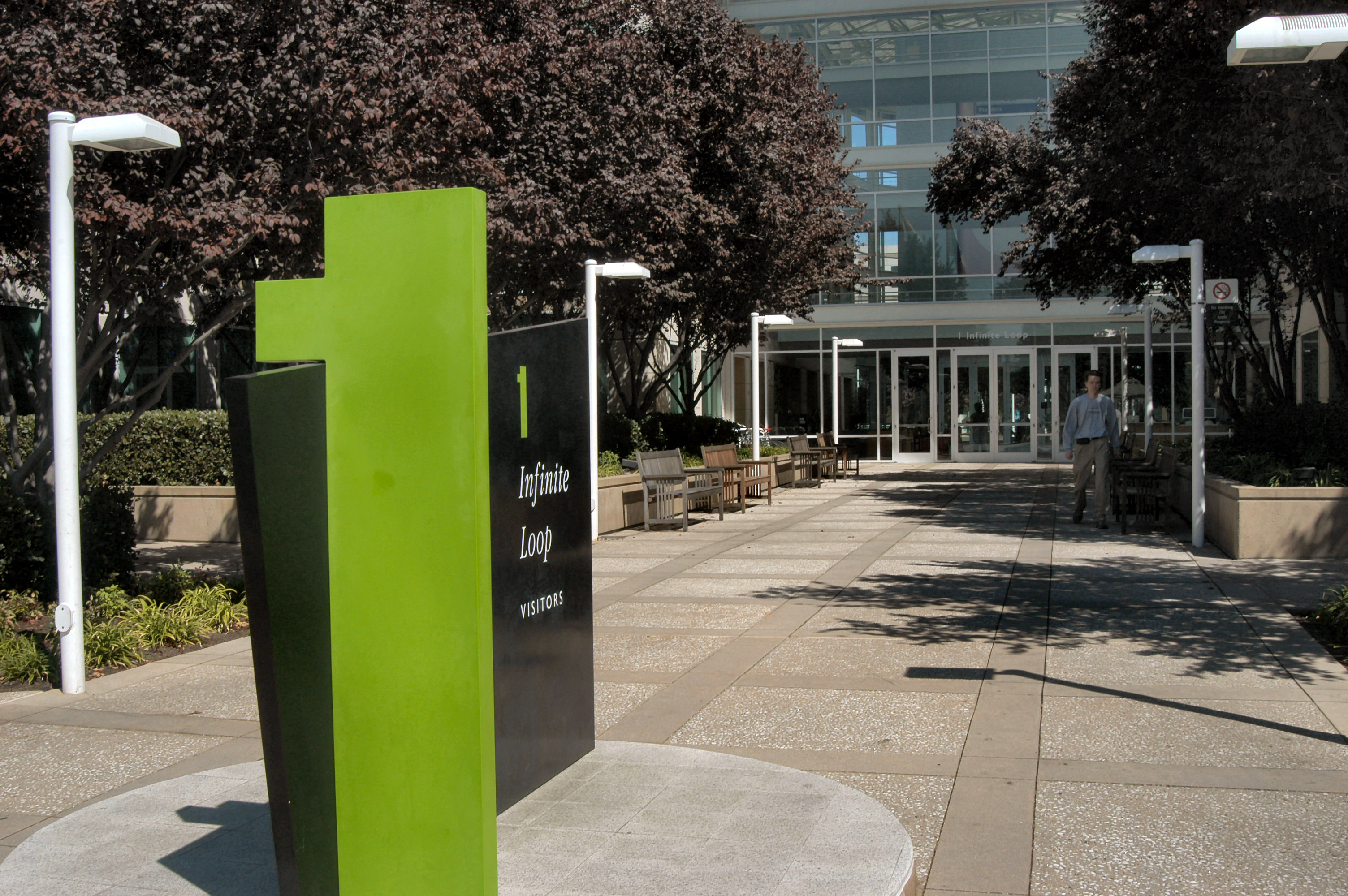
Ingresso della sede centrale a Cupertino, in California.

Jobs morì il 5 ottobre del 2011 ma aveva già lasciato la carica il 24 agosto 2011 per via della malattia che lo colpiva, e venne sostituito dal direttore operativo Tim Cook. Nonostante tutto, l’azienda riuscì comunque ad andare avanti: il primo importante annuncio di prodotto da parte di Apple dopo la scomparsa di Jobs è avvenuto il 19 gennaio 2012, quando Phil Schiller introduce iBooks Textbooks per iOS e iBooks Author per Mac OS X a New York. Jobs aveva dichiarato nella sua biografia che voleva reinventare l'industria dei libri di testo e l'educazione.
Dal 2011 al 2012, Apple mette in commercio l'iPhone 4S e l'iPhone 5, che presentavano fotocamere migliorate, un assistente software intelligente chiamato Siri e dati sincronizzati sul cloud con ICloud; gli iPad di terza e quarta generazione, con display Retina e l'iPad Mini, che presentava uno schermo da 7,9 pollici in contrasto con lo schermo da 9,7 pollici dell'iPad. Questi lanci hanno avuto successo, l'iPhone 5 (rilasciato il 21 settembre 2012) è diventato il più grande lancio di iPhone con oltre due milioni di preordini e furono venduti tre milioni di iPad in tre giorni dopo il lancio dell'iPad Mini e dell'iPad di quarta generazione (rilasciato il 3 novembre 2012). Apple mette in commercio anche un MacBook Pro da 13 pollici di terza generazione con display Retina e i nuovi computer iMac e Mac Mini.
Il 20 agosto 2012, l'aumento del prezzo delle azioni di Apple ha aumentato la capitalizzazione di mercato dell'azienda a $ 624 miliardi (552 miliardi di euro), un primato mondiale. Ciò ha battuto il record stabilito in precedenza da Microsoft nel 1999. Il 24 agosto 2012, una giuria statunitense stabilisce che Samsung deve pagare Apple $ 1,05 miliardi (929 milioni di euro) di danni in una causa di proprietà intellettuale. Samsung presenta ricorso per il risarcimento dei danni, che la Corte riduce a $ 450 milioni (398 milioni di euro). La Corte inoltre accoglie la richiesta di Samsung di un nuovo processo. Il 10 novembre 2012, Apple conferma un accordo globale che avrebbe respinto tutte le cause legali tra Apple e HTC fino a quella data, a favore di un accordo di licenza decennale per i brevetti attuali e futuri tra le due società. Si prevede che Apple guadagnerà $ 280 milioni (248 milioni di euro) all'anno da questo accordo con HTC.
Un'e-mail confidenziale scritta da Jobs un anno prima della sua morte viene presentata durante il procedimento del caso Apple contro Samsung Electronics e diviene disponibile al pubblico all'inizio di aprile 2014. Con una riga dell'oggetto che recita "Top 100 - A", l'e-mail è stata inviata solo ai 100 dipendenti più anziani dell'azienda e delinea la visione di Jobs del futuro di Apple Inc. in 10 sottovoci. In particolare, Jobs dichiara una "Guerra santa con Google" per il 2011 e prevede un "nuovo campus" per il 2015.
A marzo 2013, Apple deposita un brevetto per un sistema di realtà aumentata (AR) in grado di identificare oggetti in un flusso video in diretta e presentare informazioni corrispondenti a questi oggetti attraverso uno strato di informazioni generato dal computer sovrapposto all'immagine del mondo reale. Nel 2013 la società ha anche preso diverse decisioni di assunzione di alto profilo. Il 2 luglio 2013, Apple assume Paul Deneve, presidente belga e AD di Yves Saint Laurent come vicepresidente. Un annuncio di metà ottobre 2013 rivela che l'amministratore delegato di Burberry, Angela Ahrendts, avrebbe intrapreso la carriera di vicepresidente senior di Apple a metà 2014. Ahrendts supervisiona la strategia digitale di Burberry per quasi otto anni e, durante il suo mandato, le vendite aumentano a circa $ 3,2 miliardi (2,8 miliardi di euro) e le azioni si triplicano. Si è dimessa da Apple nel 2019.
Insieme al vicepresidente di Google Vint Cerf e all'amministratore delegato di AT&T Randall Stephenson, Cook partecipa a un vertice a porte chiuse tenuto dal presidente Obama l'8 agosto 2013, per quanto riguarda la sorveglianza del governo e Internet a seguito dell'incidente di Edward Snowden NSA. Il 4 febbraio 2014, Cook incontra Abdullah Gül, presidente della Turchia, ad Ankara per discutere del coinvolgimento dell'azienda nel progetto Fatih.
Nel primo trimestre del 2014, Apple registra vendite pari a 51 milioni di iPhone e 26 milioni di iPad, stabilendo un nuovo record di vendite trimestrali. Registra un significativo aumento anno su anno delle vendite di Mac. Ciò è stato contrastato da un calo significativo delle vendite di iPod. A maggio 2014, la società conferma l'intenzione di acquisire la compagnia audio Beats Electronics da Dr. Dre e Jimmy Iovine, produttore della linea di cuffie e prodotti per altoparlanti "Beats by Dr. Dre" e operatore del servizio di streaming musicale Beats Music per $ 3 miliardi (2,6 miliardi di euro) e di vendere i loro prodotti attraverso i punti vendita e i rivenditori Apple. Iovine credeva che Beats fosse sempre "appartenuto" ad Apple, poiché la società si era modellata sulla "ineguagliata capacità di Apple di unire cultura e tecnologia". L'acquisizione è stata il più grande acquisto nella storia di Apple.
Apple è stata in cima al rapporto annuale Best Global Brands di Interbrand per sei anni consecutivi: nel 2013, 2014, 2015, 2016, 2017 e 2018 con una valutazione di $ 214,48 miliardi.
A gennaio 2016, un miliardo di dispositivi Apple erano in uso attivo in tutto il mondo.
Il 12 maggio 2016, Apple investe $ 1 miliardi (888 milioni di euro) in DiDi, una società cinese di reti di trasporto. The Information riferisce ad ottobre 2016 che Apple aveva preso posto nel consiglio di Didi Chuxing, una mossa che James Vincent di The Verge ipotizzava potesse essere una decisione strategica di Apple di avvicinarsi al settore automobilistico, in particolare Didi Chuxing ha riferito di interessarsi alle auto con guida autonoma.
Il 6 giugno 2016, Fortune pubblica Fortune 500, la cui lista di aziende è classificata in base alla generazione di entrate. Nell'anno fiscale successivo (2015), Apple è inserita nell'elenco delle società tecnologiche di punta. Si classifica al terzo posto, complessivamente, con $ 233 miliardi (206 miliardi di euro) di entrate. Ciò rappresenta una crescita di due punti dalla lista dell'anno precedente.
Il 6 aprile 2017, Apple ha lanciato Clips, un'app che consente agli utenti di iPad e iPhone di creare e modificare brevi video con testo, grafica ed effetti. L'app fornisce un modo per produrre brevi video da condividere con altri utenti sull'app Messaggi, Instagram, Facebook e altre reti sociali. Apple introduce anche Titoli live per Clips che consente agli utenti di aggiungere didascalie e titoli animati usando la propria voce.
A maggio 2017, Apple aggiorna due dei suoi design dei siti Web. Il sito Web "Apple Press Info" per le pubbliche relazioni viene modificato in "Apple Newsroom", caratterizzato da una maggiore enfasi sulle immagini e quindi da una minore densità di informazioni, combinando comunicati stampa, notizie e foto. È inoltre aggiornata la panoramica "Apple Leadership" dei dirigenti dell'azienda, aggiungendo un layout più semplice con un'immagine di intestazione prominente e campi di testo a due colonne. 9to5Mac nota le somiglianze progettuali con alcune delle app riprogettate di Apple in iOS 10, in particolare i software Apple Music e News.
A giugno 2017, Apple annuncia HomePod, un altoparlante intelligente mirato a competere contro Sonos, Google Home e Amazon Echo. Verso la fine dell'anno, TechCrunch riferisce che Apple stava acquisendo Shazam, una società specializzata in: musica, TV, film e riconoscimento pubblicitario. L'acquisizione è stata confermata pochi giorni dopo, al costo di $ 400 milioni (354 milioni di euro). I media fanno notare che l'acquisto sia sembrato una mossa di Apple per ottenere dati e strumenti per rafforzare il proprio servizio di streaming Apple Music. L'acquisto viene approvato dall'UE alla fine di settembre 2018.
Sempre a giugno 2017, Apple nomina Jamie Erlicht e Zack Van Amburg a capo della nuova unità video mondiale. A novembre 2017, Apple annuncia l'espansione in una programmazione sceneggiata originale: una serie drammatica con Jennifer Aniston e Reese Witherspoon e un reboot della serie antologica Amazing Stories con Steven Spielberg. A giugno 2018, Apple firma l'accordo di base minimo di Writers Guild of America e Oprah Winfrey a un partenariato pluriennale di contenuti. Ulteriori collaborazioni per serie originali includono Sesame Workshop e DHX Media e la sua filiale Peanuts Worldwide, nonché una partnership con A24 per la creazione di film originali. A gennaio 2019, Apple aveva ordinato 21 serie televisive e un film. Ci sono cinque serie in sviluppo presso Apple.
Il 5 giugno 2018, Apple depreca OpenGL e OpenGL ES in tutti i sistemi operativi e invita gli sviluppatori a utilizzare le API Metal. Ad agosto 2018, Apple acquista Akonia Holographics per i propri occhiali a realtà aumentata. Il 14 febbraio 2019, Apple acquisisce DataTiger per la propria tecnologia di marketing digitale.
Il 29 gennaio 2019, Apple registra il suo primo calo di ricavi e profitti dall'ultimo decennio. A febbraio 2019 acquista la società di elaborazione conversazionale PullString (precedentemente ToyTalk) Il 25 luglio 2019, Apple e Intel annunciano un accordo per Apple di acquisire il business dei modem per smartphone di Intel Mobile Communications per 1 miliardo di dollari.
Il 30 marzo 2020 Apple acquisisce Dark Sky, un'app meteorologica locale per una somma non divulgata. L'app stand alone (separata) sarà chiusa alla fine del 2021. Il 3 aprile 2020, Apple acquisisce Voysis, una società con sede a Dublino focalizzata sulla tecnologia vocale digitale AI per una somma non divulgata. Il 14 maggio 2020, Apple acquisisce NextVR, una società di realtà virtuale, con sede a Newport Beach.

#### Transizione da Intel

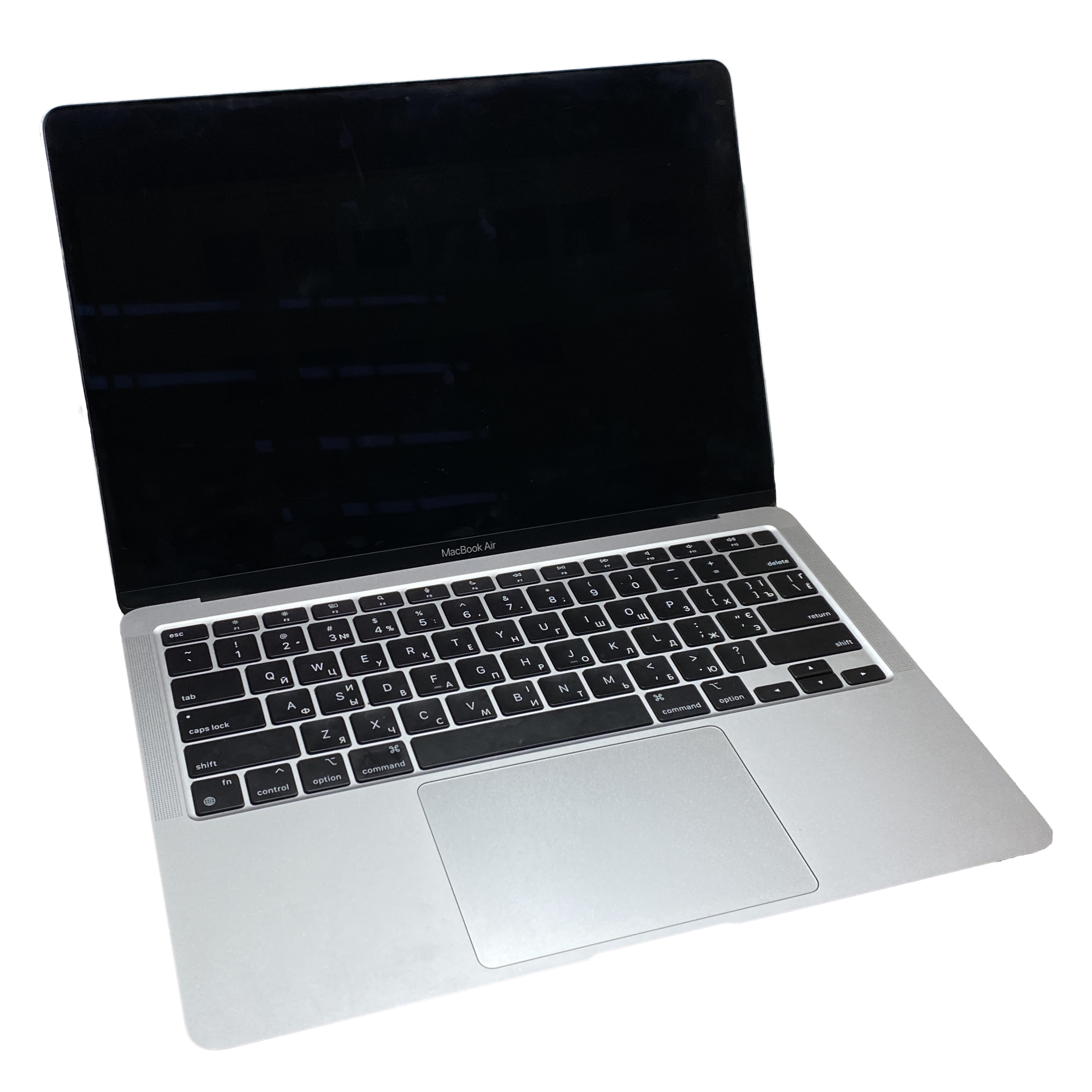
MacBook Air M1 (2020)

Durante il suo discorso annuale al WWDC del 22 giugno 2020, Apple annuncia che passerà dai processori Intel a processori sviluppati internamente. L'annuncio era atteso dagli analisti del settore ed è stato notato che i prodotti con processori Apple permetterebbero grandi aumenti delle prestazioni rispetto agli attuali modelli Mac basati su Intel.

## Prodotti

### Hardware
Al 2021, i prodotti hardware Apple comprendono: i computer Macintosh, le linee di dispositivi portatili iPad (tablet computer), iPhone (smartphone) e Apple Watch (smartwatch), i media center Apple TV e i dispositivi audio AirPods, HomePod e iPod touch.

#### Macintosh
I Macintosh, o Mac, sono personal computer caratterizzati da un design industriale minimalista. La linea Mac consiste nei portatili MacBook Air e MacBook Pro e dai desktop iMac, Mac Pro, Mac Mini e Mac Studio.
I Macintosh sono forniti di serie con il sistema operativo macOS, sempre sviluppato da Apple, che include diverse applicazioni tra cui la suite di produttività iWork, app per la creatività amatoriale come iMovie e GarageBand. Apple realizza anche applicazioni per il mercato professionale per il montaggio video (Final Cut Pro) e creazione musicale (Logic Pro). macOS è uno dei sistemi operativi più utilizzati per i pc, dopo Windows.
Apple vende numerosi accessori per i Mac, tra cui: Magic Mouse, Magic Trackpad, Magic Keyboard e i display Apple Studio Display e Pro Display XDR.

#### iPhone

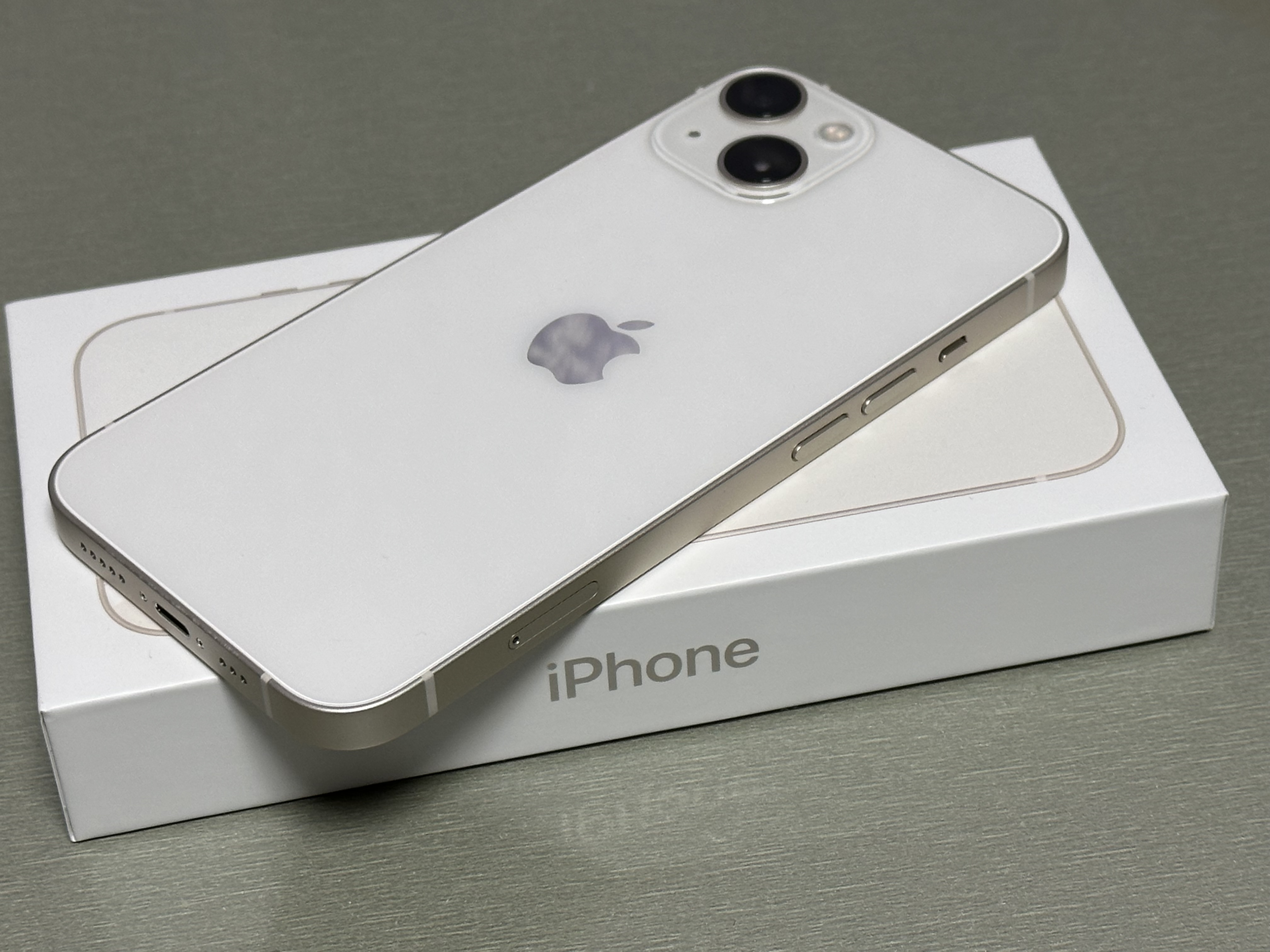
Un iPhone 13 bianco e la sua scatola.

Al Macworld Conference & Expo di gennaio 2007, Steve Jobs ha presentato il primo telefono cellulare intelligente dell'azienda, iPhone che esegue il sistema operativo iOS, derivato da macOS. La sua introduzione ha mosso critiche e perplessità, ma in retrospettiva iPhone è universalmente considerato un prodotto che ha rivoluzionato e cambiato profondamente il settore della telefonia.
iPhone è dotato di un design a lavagna e schermo multi tocco.
Sin dal loro debutto, iPhone e iOS sono aggiornati regolarmente con cadenza annuale, con un supporto massimo generalmente di 7 anni.
I modelli più recenti sono iPhone 16e, iPhone 16, iPhone 16 Plus, iPhone 16 Pro e iPhone 16 Pro Max.

#### iPad

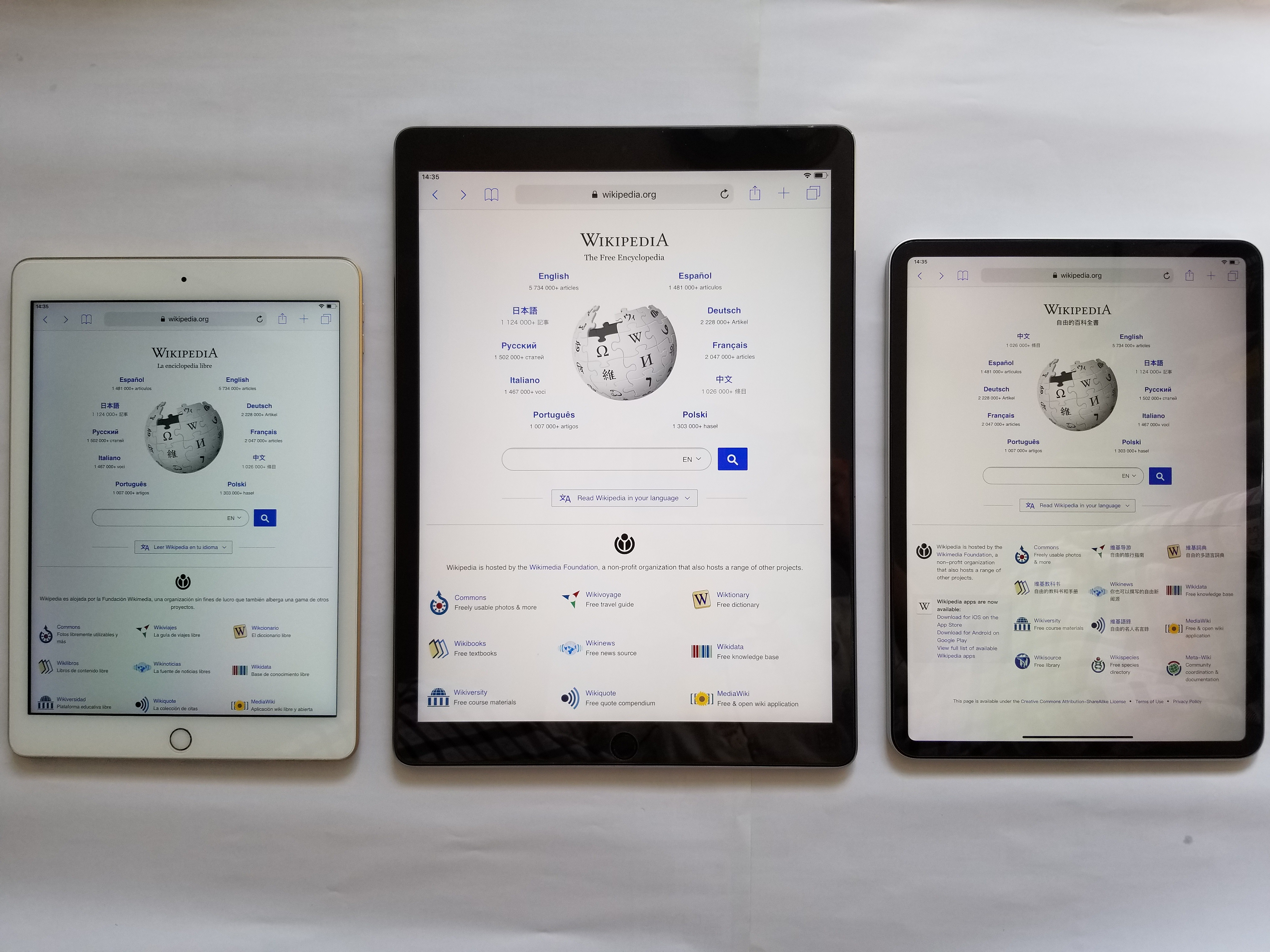
Un iPad di 6ª generazione e due iPad Pro del 2018.

Il 27 gennaio 2010 Apple ha presentato il suo primo tablet multimediale, iPad. Come iPhone, iPad offre l'interazione multi-tocco ed è principalmente orientato alla fruizione di multimedia quali musica, filmati, videogiochi ed e-book; alla produttività, alla creatività e alla comunicazione (messaggistica, videochiamate, posta elettronica.
iPad esegue una variante di iOS detta iPadOS che include funzionalità dedicate al tablet, ma che comunque può eseguire applicazioni esistenti sviluppate per iPhone. Nonostante le migliorie incrementali, iPadOS è ancora criticato per le sue limitazioni.
Negli anni Apple ha aggiornato più volte iPad, migliorandone le prestazioni e creando un'intera linea costituita da più modelli base, iPad mini, iPad Pro e iPad Air. Inoltre ha creato una serie di accessori, i più noti sono Apple Pencil e le tastiere, come la Magic Keyboard e la Smart Keyboard Folio.

#### Apple Watch

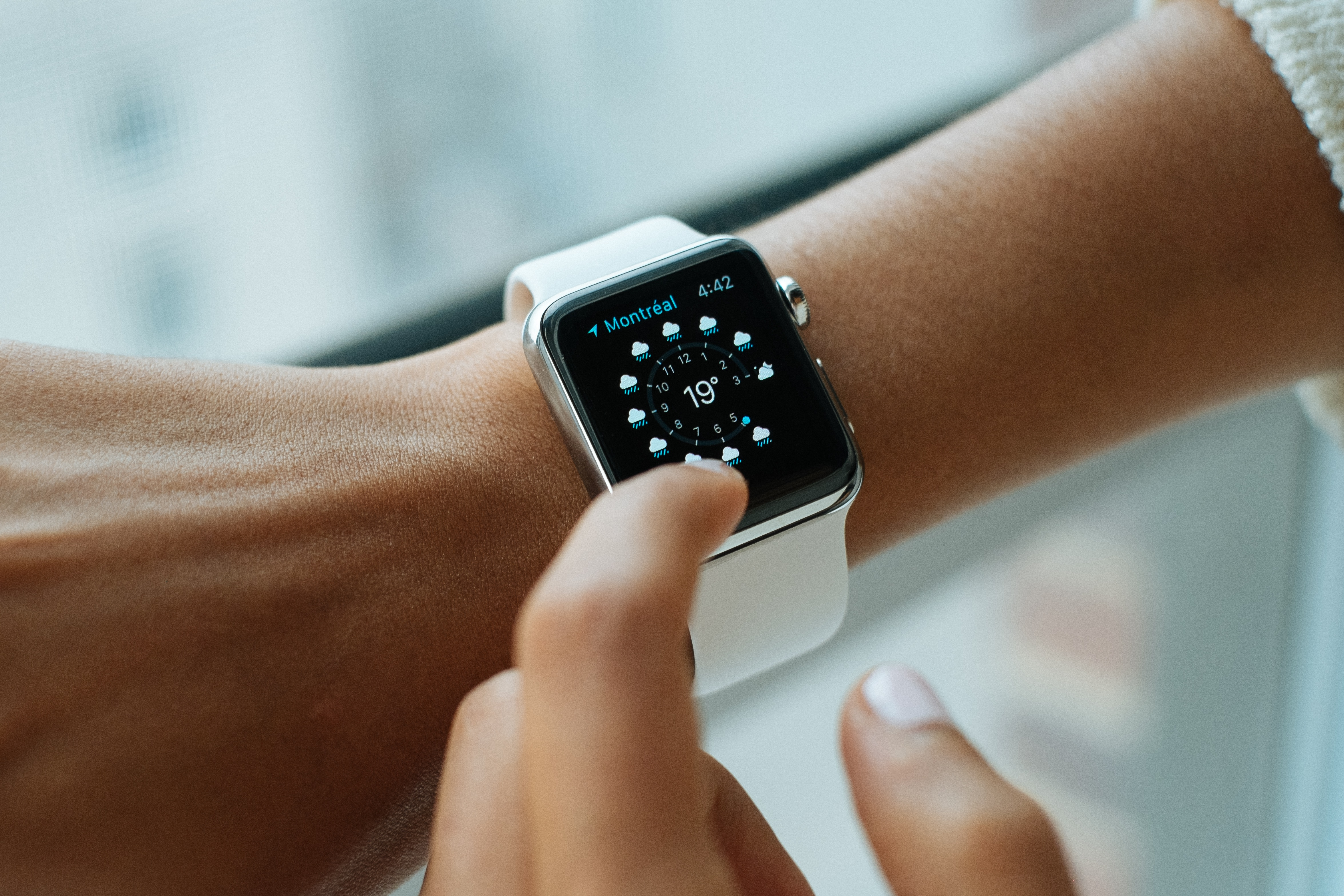
Apple Watch

Lo smartwatch Apple Watch è stato annunciato da Tim Cook il 9 settembre 2014 e presentato come un prodotto con monitoraggio della salute e del fitness.
Apple Watch esegue una versione modificata e ottimizzata di iOS, watchOS.
L'Apple Watch è diventato rapidamente il dispositivo indossabile più venduto, con la spedizione di 11,4 milioni di unità nella prima metà del 2015, secondo la società di analisi Canalys.
Apple ha ciclicamente aggiornato lo smartwatch nel tempo aggiungendo nuove capacità, rendendolo più veloce e più indipendente da iPhone. Ha differenziato dimensioni e modelli, tra cui i più recenti sono Apple Watch, Apple Watch 10 e Apple Watch Ultra 2.

#### Apple TV
Al Macworld del 2007, Jobs ha presentato la Apple TV, un dispositivo set-top da collegare al televisore da dov'era possibile acquistare film da iTunes e sincronizzarne il contenuto con i computer della stessa rete, à la iPod. Successivamente viene completamente riprogettato per focalizzarsi più sul noleggio di film, streaming e app di terze parti.
Apple TV esegue il sistema operativo tvOS, derivato da iOS.

### Software
Apple sviluppa i propri sistemi operativi per utilizzarli sui propri dispositivi, incluso macOS per i pc Mac, iOS per gli smartphone e tablet iPhone, iPad e iPod Touch, watchOS per i smartwatch Apple Watch e tvOS per il lettore multimediale digitale Apple TV.
Per iOS e macOS, Apple sviluppa anche i propri titoli software, tra cui Pages per la scrittura, Numbers per i fogli di calcolo e Keynote per le presentazioni, come parte della sua suite di produttività iWork. Per macOS, offre anche iMovie e Final Cut Pro X per l'editing video e GarageBand e Logic Pro X per la creazione di musica.
La gamma di software server Apple include il sistema operativo macOS Server; Apple Remote Desktop, un'applicazione di gestione remota dei sistemi e Xsan, un file system di archiviazione SAN.

### Audio

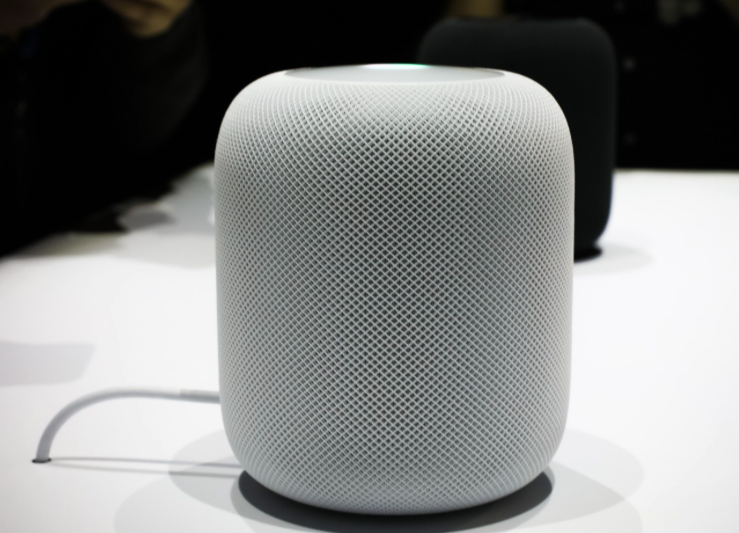
Un HomePod bianco in mostra

La linea AirPods è composta da auricolari e cuffie wireless, che includono il modello base, AirPods Pro e AirPods Max.
Il primo altoparlante intelligente di Apple, HomePod è stato distribuito il 9 febbraio 2018, in ritardo rispetto alla sua versione iniziale di dicembre 2017. Presenta sette tweeter nella base, un woofer da quattro pollici nella parte superiore e sei microfoni per il controllo vocale e l'ottimizzazione acustica Il 12 settembre 2018 Apple annuncia che HomePod stava aggiungendo nuove funzionalità. Nel 2019 Apple, Google, Amazon e Zigbee annunciano una sinergia per far lavorare insieme i prodotti per la «casa intelligente». HomePod non è disponibile in Italia e in lingua italiana.
Apple offre inoltre uno smartspeaker da tavolo, l'homepod mini.

### Servizi
Apple offre un vario numero di servizi di diverse categorie, anche a pagamento.
Nell'offerta sono presenti: l'estensione di garanzia AppleCare; la fruizione di app e contenuti multimediali con Apple TV+, Apple Music, iTunes Store, App Store, Apple Books, Apple News; video allenamenti con Apple Fitness+; servizi finanziari e di pagamento con Apple Pay e Apple Card; iCloud che fornisce archiviazione e sincronizzazione dati nel cloud; Apple Arcade che fornisce un catalogo di videogiochi.

## Loghi e origini

### Loghi
La vicenda relativa alla creazione del logo è aneddotica. Janoff creò il logo per fare un favore a Regis McKenna, suo datore di lavoro e amico di Steve Jobs. Per trovare l'ispirazione, andò al supermercato dove acquistò un sacchetto di mele, poi tornò a casa, le tagliò, le dispose sul tavolo e cominciò a osservarle. Dalle mele tagliate, Janoff estrasse una semplice mela monocromatica con un morso. Lo presentò a Jobs ritenendolo definitivo, ma Job richiese un logo con più colore. Janoff rispose alle obiezioni di Jobs dicendo che un logo monocromatico era più semplice ed economico da stampare, ma Jobs rispose che il colore avrebbe permesso di "umanizzare" la società. Il grafico quindi prese il logo e aggiunse le bande colorate secondo la sua ispirazione del momento.
 
Questo logo è spesso erroneamente considerato un tributo al matematico inglese Alan Turing: la mela morsicata fu, molto probabilmente, il modo in cui egli scelse di suicidarsi. Sia Janoff che la Apple hanno sempre negato ogni forma d'omaggio a Turing nel design del logo.
Il primissimo logo, utilizzato solo per gli Apple I (negli opuscoli e nei manuali), fu disegnato da Ronald Wayne, all'epoca socio di Jobs e Wozniak. Esso rappresenta Isaac Newton seduto al di sotto di un melo.
Il logo di Apple, oggi a tutti noto, fu disegnato nel 1976 da Rob Janoff. Al logo venne immediatamente abbinato lo slogan "Bite that apple" ("dai un morso a quella mela"), quando furono in commercio l'Apple I e l'Apple II.
È possibile utilizzare il logo Apple mediante la pressione della combinazione Option+⇧ Maiusc+8 su sistema operativo macOS. Il carattere così ottenuto sarà visibile soltanto se il documento sarà aperto tramite un computer Macintosh o un dispositivo iOS.
Il primo logo Mac, raffigurante un computer Macintosh stilizzato con tratti picasseschi, venne disegnato da Tom Hughes e John Casado, direttori artistici del team di sviluppo del Macintosh. Originariamente il logo era stato disegnato dall'artista Jean-Michel Folon, che aveva ricevuto da Steve Jobs 30.000 dollari in anticipo per il lavoro e aveva uno stile completamente differente. Folon avrebbe ricevuto i diritti pari a un dollaro per ogni Mac venduto, ma prima della commercializzazione del Macintosh, Steve Jobs cambiò idea e fece sostituire il logo con quello disegnato da Houghes e Casado. Il logo Mac venne usato come messaggio di benvenuto sui tutti i Macintosh fino alla versione 7.6.1, quando fu sostituito dalle due faccine colorate. Con la distribuzione di Mac OS X Jaguar, l'attuale logo Apple ha preso il posto delle faccine.

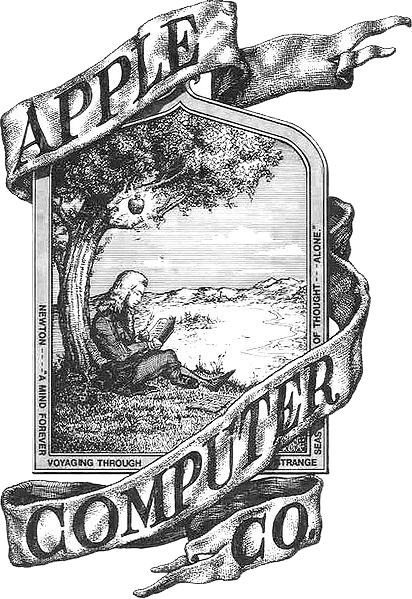
Logo Apple Computer usato nel 1976
Logo "storico" usato dal 1977 all'aprile 1998
Versione Aqua introdotta nell'aprile 1998 (ancora usata in alcuni contesti)[142]
Versione cromata usata dal febbraio 2003 al 2014; ancora utilizzata in alcuni contesti
Silhouette del logo in uso dal 1977 ad oggi; versioni bianca e grigia usate in alcuni contesti

### L'origine del nome "Apple"
- Nell'estate del 1975, Steve Jobs lavorò in una piantagione di mele in Oregon e fu proprio in quel periodo che il nome cominciò ad apparirgli "unico e interessante" (versione raccontata da Steve Wozniak il 22 novembre 2010)[143] e si narra che fosse rimasto particolarmente colpito da una copertina di un LP dei Beatles (rappresentante appunto una mela)[144].
- Lo stesso Steve Jobs disse delle parole importanti[quando?]: "A quel tempo in realtà ero un fruttariano. Mangiavo solo frutta. Ora sono un bidone della spazzatura come tutti gli altri. E siamo stati circa tre mesi in ritardo per depositare un nome di business di fantasia così ho minacciato di chiamare la società Apple computer a meno che qualcuno non avesse suggerito un nome più interessante entro le cinque di quel giorno. Sperando di stimolare la creatività. E niente si è mosso. L'interesse mi è nato leggendo le opere di Arnold Ehret. Ed è per questo che ci chiamiamo Apple.".
- Un'altra ipotesi (confermata anche in un documentario[quale?] da Steve Jobs) narra che mentre stavano scegliendo il nome della casa, videro, poggiata su un tavolo, una mela morsicata.
- Può darsi pure che, come rappresentava il primissimo logo Apple, la mela rappresenti un simbolo di innovazione, con un chiaro riferimento alla mela che colpì e illuminò Isaac Newton sulla legge di gravitazione universale o che rappresentasse il morso della conoscenza che Eva diede al famoso frutto proibito, che era appunto la mela[145].

### Pubblicità e slogan utilizzati
Il primo slogan di Apple, "Byte into an Apple", fu coniato alla fine degli anni '70. Dal 1997 al 2002, lo slogan "Think different" è stato utilizzato nelle campagne pubblicitarie ed è ancora strettamente associato ad Apple. Apple ha anche slogan per linee di prodotti specifici, ad esempio, "iThink, so iMac" è stato utilizzato nel 1998 per promuovere l'iMac e "Say hello to iPhone" è stato utilizzato nelle pubblicità per iPhone. "Hello" è stato anche usato per presentare il Macintosh originale, Newton, iMac ("hello (again)") e iPod.
Dall'introduzione del Macintosh nel 1984, con la pubblicità del Super Bowl detta 1984 alle più moderne pubblicità Get a Mac, Apple è stata riconosciuta per i suoi sforzi verso un'efficace pubblicità e marketing per i suoi prodotti. Tuttavia, sono state criticate le affermazioni fatte dalle campagne successive, particolare gli annunci Power Mac del 2005. Le pubblicità dei prodotti Apple hanno attirato molta attenzione a causa della loro grafica strabiliante e delle loro melodie accattivanti. I musicisti che hanno beneficiato di un profilo migliore a seguito dell'inclusione delle loro canzoni nelle pubblicità di Apple includono il cantante canadese Feist con la canzone "1234" e Yael Naim con la canzone "New Soul".
Apple possiede un canale YouTube in cui pubblica annunci pubblicitari, suggerimenti e presentazioni per i propri dispositivi.
- "Soon there'll be two kinds of people: those who'll use computers and those who will use Apple's", che recita "Presto esisteranno due tipi di persone: quelle che useranno dei computer e quelle che useranno Apple" (1983, nello spot di Apple Lisa, con Kevin Costner);
- "Changing the world - one person at a time", ovvero "Cambiamo il mondo - una persona alla volta" (metà anni '80);
- "The computer for the rest of us", all'incirca "Il computer per il resto di noi (per la gente comune)" (1984);
- "... you'll see why 1984 won't be like "1984", ovvero "... Vedrai perché il 1984 non sarà come "1984"”, utilizzato nello spot di lancio del Macintosh durante il Superbowl (1984);
- "The power to be your best", all'incirca "La forza di essere il tuo meglio" - (1980 - 1990);
- "Think different", ovvero "Pensa in modo diverso" - (1997);
- "I think, therefore iMac", ovvero "Penso, dunque iMac", basato sul famoso "Penso, dunque esisto" (cogito ergo sum) di Cartesio (1998);
- "One more thing", ovvero "Ancora una cosa" (durante le WWDC e i MacWorld);
- "There's something in the air" ovvero "C'è qualcosa nell'aria", per la presentazione del nuovo MacBook Air durante il Macworld del 2008;
- "Let's rock" cioè "Muoviamoci (a ritmo di musica)", per la presentazione della nuova generazione di iPod nel settembre 2008;
- "It's only rock and roll but we like it!", vale a dire "È solo rock and roll, ma a noi piace!", slogan e nome dell'evento avvenuto il 9 settembre 2009, ispirato all'omonima canzone dei Rolling Stones;
- "There is an app for that", ovvero "C'è un app per questo", utilizzato dalla fine del 2009 fino a estate 2010 come frase e slogan della pubblicità sugli IDevice;
- "If you don't have an iPhone well... you don't have an iPhone" ovvero "Se non hai un iPhone, beh... non hai un iPhone";
- "Let's talk, iPhone" ovvero "Parliamo, iPhone", in merito all'uscita dell'iPhone 4S ironizzando sul nuovo Siri;
- "Designed by Apple in California", frase impressa normalmente sul retro di tutti gli iDevice, utilizzata nel giugno 2013 in uno spot pubblicitario per mettere in evidenza la paternità del design dei prodotti.

### Semiotica del marchio
La semiotica disciplina che studia i simboli e segni e fornisce importanti spunti per comprendere la gestione e la fedeltà del marchio. Ferdinand de Saussure, linguista e semiologo svizzero, creò un modello semiotico che identificava due parti di un segno: il significato e il significante. Il significante è il componente percettivo che vediamo fisicamente e il significato è quindi il concetto a cui fa riferimento il segno. Nel modello di Saussure, il segno deriva dal riconoscimento di un suono o di un oggetto con un concetto. Nel suo modello, il significato e il significante sono "inseparabili come due lati di un pezzo di carta". Il secondo popolare modello semiotico che esiste è il modello di Charles Sanders Pierce. Il suo modello, come il modello di Saussure, prevedeva la relazione tra gli elementi di segni e oggetti. Tuttavia, egli aggiunge che chiunque stia decodificando il segno deve avere qualche precedente comprensione o conoscenza del messaggio trasmesso. Il modello di Peirce può essere rappresentato usando i tre lati del triangolo: il rappresentante (il segno), un oggetto (ciò che rappresenta il segno) e l'interpretante (l'effetto prodotto dal segno).
La rappresentazione simbolica che un marchio porta può influenzare il modo in cui un consumatore "ricorda, interiorizza e mette in relazione" le prestazioni di un'azienda. Ci sono molte prove che dimostrano che un'azienda può fallire facilmente se non tiene traccia di come il marchio cambia con la cultura di massa. La ricerca semiotica può essere utilizzata per aiutare una società a relazionarsi nel tempo con la cultura dei propri clienti e per far emergere il proprio marchio in mercati competitivi.
I primi due loghi Apple sono drasticamente diversi l'uno dall'altro. Tuttavia, entrambi condividono il segno di una mela. Nel logo originale disegnato da Ronald Wayne, Isaac Newton è visto seduto sotto il famigerato melo che sta per dare i suoi frutti, poco prima della sua scoperta della gravità. L'analisi della semiotica con il modello di Saussure produce il significato o segno della mela. Il significante rappresenta la scoperta, l'innovazione e la nozione di pensiero.
Ci si rese presto conto che il logo originale fosse troppo complicato e intellettuale per lo scopo necessario. La missione dell'azienda era ed è tuttora quella di semplificare la tecnologia per la vita di tutti i giorni. Era necessario un logo divertente e intelligente che parlasse alle persone esperte di computer. Nel 1977, Rob Janoff creò l'iconico simbolo della mela arcobaleno ancora oggi riconosciuto. Il logo ha un doppio significato e differisce dai molti loghi aziendali seri esistenti al momento.
Apple è nota per essere un'azienda innovativa che sfida lo status quo e gli standard stabiliti. Ancora una volta, usando il modello semiotico di Saussure, il significato, è una mela, ma con un morso rimosso. Poiché Apple è vista come uno sfidante nel settore, il significante più comune è il frutto proibito dal riferimento biblico, il Giardino dell'Eden. Il significato è il morso della mela e il significante rappresentato è l'albero della conoscenza, simboleggiando così Apple come una giovane società ribelle pronta a sfidare il mondo e la promessa di conoscenza che un'intera cultura di utenti Apple potrebbe trarre dal prodotto.
La semiotica del morso e il colore del logo possono essere osservati anche dal punto di vista tecnologico. Il morso è il significato e l'unità di archiviazione del computer, byte, è il significante. Il colore arcobaleno del logo raffigura il messaggio che il monitor del suo computer potrebbe produrre immagini a colori. Steve Jobs sosteneva che il colore era cruciale per "umanizzare l'azienda" in quel momento.
L'unica cosa da cambiare con il logo dal 1977 è stato il colore. Nel 1998, è stato implementato un logo monocromatico con l'uscita del primo iMac. Questo è il primo Mac a non avere l'iconica mela color arcobaleno dalla sua creazione 20 anni prima. Il nuovo look rappresenta una nuova era di Apple. La forma del logo è diventata intoccabile e il messaggio di Apple è che è meglio essere diversi.

### Fedeltà al marchio
I clienti Apple hanno guadagnato una reputazione per devozione e lealtà sin dall'inizio della storia dell'azienda. Nel 1984, Byte dichiarò che:
«Le scene a cui ho assistito all'apertura del nuovo Apple store a Londra Covent Garden erano più come un incontro religioso piuttosto che la possibilità di acquistare un telefono o un computer portatile.
Alex Riley, scrivendo per la BBC»
Il saggista Guy Kawasaki ha definito il fanatismo del marchio "qualcosa su cui si è imbattuto", mentre Ive ha spiegato nel 2014 che le persone avessero un rapporto personale con i prodotti Apple. Le aperture di Apple Store e le nuove versioni di prodotti possono attirare folle di centinaia di persone, in alcuni casi vi sono attese in fila già il giorno prima dell'apertura. L'apertura del negozio "Cube" sulla Quinta Strada di New York nel 2006 è diventata la cornice di una proposta di matrimonio e ha avuto visitatori dall'Europa che hanno partecipato all'evento. A giugno 2017, una coppia di sposi ha scattato le foto del proprio matrimonio all'interno dell'Apple Store di Orchard Road di recente apertura a Singapore. L'alto livello di fedeltà al marchio è stato criticato e ridicolizzato, applicando l'epiteto "Apple fanboy" e deridendo le lunghe linee prima del lancio di un prodotto. Un promemoria interno trapelato nel 2015 ha suggerito alla società di pianificare di scoraggiare le lunghe code e di indirizzare i clienti ad acquistare i propri prodotti sul sito web.

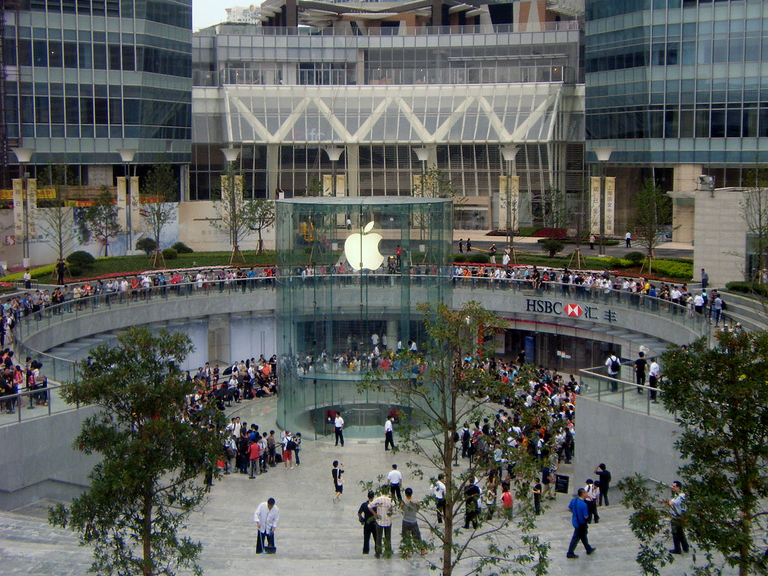
Gli appassionati di Apple attendono in coda un Apple Store a Shanghai in previsione di un nuovo prodotto.

La rivista Fortune ha nominato Apple la compagnia più ammirata negli Stati Uniti nel 2008 e nel mondo dal 2008 al 2012. Il 30 settembre 2013, Apple ha superato la Coca-Cola diventando il marchio di maggior valore al mondo nel rapporto "I migliori marchi globali" del Gruppo Omnicom. Boston Consulting Group ha classificato Apple come il marchio più innovativo del mondo ogni anno dal 2005.
Nel 1985 il New York Times affermava che "Apple sopra ogni altra cosa fosse una società di marketing". John Sculley fu d'accordo, dicendo al quotidiano The Guardian nel 1997 che "la gente parla di tecnologia, ma Apple era una società di marketing. Era la società di marketing del decennio." Le ricerche condotte nel 2002 da NetRatings indicano che il consumatore medio di Apple era di solito più ricco e più istruito rispetto ad altri consumatori di società di PC. La ricerca ha indicato che questa correlazione potrebbe derivare dal fatto che in media i prodotti Apple Inc. siano più costosi di altri prodotti per PC.
In risposta a una domanda sulla devozione dei fedeli consumatori Apple, Jonathan Ive ha risposto:

### Pagina principale del sito web
La home page del sito web Apple è stata utilizzata più volte per commemorare avvenimenti eccezionali o rendere omaggio ad eventi al di fuori delle offerte di prodotti Apple, tra cui:
- 2022: Morte della regina Elisabetta II
- 2020: Giornata internazionale della donna[187]
- 2020: Martin Luther King[188]
- 2019: Martin Luther King[189]
- 2018: Martin Luther King[190]
- 2017: Martin Luther King[191]
- 2016: Muhammad Ali[192]
- 2016: Bill Campbell (membro del consiglio e amico)[193]
- 2016: Martin Luther King[194]
- 2015: Martin Luther King[195]
- 2014: Robin Williams[196]
- 2013: Nelson Mandela[197]
- 2012: Steve Jobs[198]
- 2011: Steve Jobs[199]
- 2010: Jerome B. York (membro del consiglio)[200]
- 2007: Al Gore (membro del consiglio di amministrazione; in onore del suo premio Nobel per la pace)[201]
- 2005: Rosa Parks[202]
- 2003: Gregory Hines[203]
- 2001: George Harrison[204]

### Quartier generale
La sede centrale mondiale di Apple Inc. si trova nel mezzo della Silicon Valley, a 1-6 Infinite Loop, a Cupertino, in California. Questo campus Apple ha sei edifici per un totale di 79.000 metri quadrati ed è stato costruito nel 1993 da Sobrato Development Cos.

Apple ha un campus satellitare nella vicina Sunnyvale, dove ospita un laboratorio di test e ricerca. A marzo 2014, AppleInsider ha affermato che Apple avesse una struttura top-secret per lo sviluppo del progetto di veicolo elettrico SG5 con il nome in codice "Titan" con il nome della società di coperture SixtyEight Research.
Nel 2006, Apple annuncia l'intenzione di costruire un secondo campus a Cupertino a circa 1,6 km ad est del campus attuale e vicino alla Interstate 280. Il nuovo edificio del campus è stato progettato da Norman Foster. Il Consiglio comunale di Cupertino ha approvato il campus di progettazione ad "astronave" proposto il 15 ottobre 2013, dopo una presentazione del 2011 di Jobs che illustrava in dettaglio la progettazione architettonica del nuovo edificio e dei suoi dintorni. Si prevede che il nuovo campus ospiterà fino a 13.000 dipendenti in un edificio circolare centrale a quattro piani circondato da un vasto paesaggio. Sarà caratterizzato da una caffetteria con spazio per 3000 persone sedute e un parcheggio sotterraneo e in una struttura di parcheggio. 2.8. La struttura da milioni di piedi quadrati includerà anche i progetti originali di Jobs per un centro fitness e un auditorium aziendale.

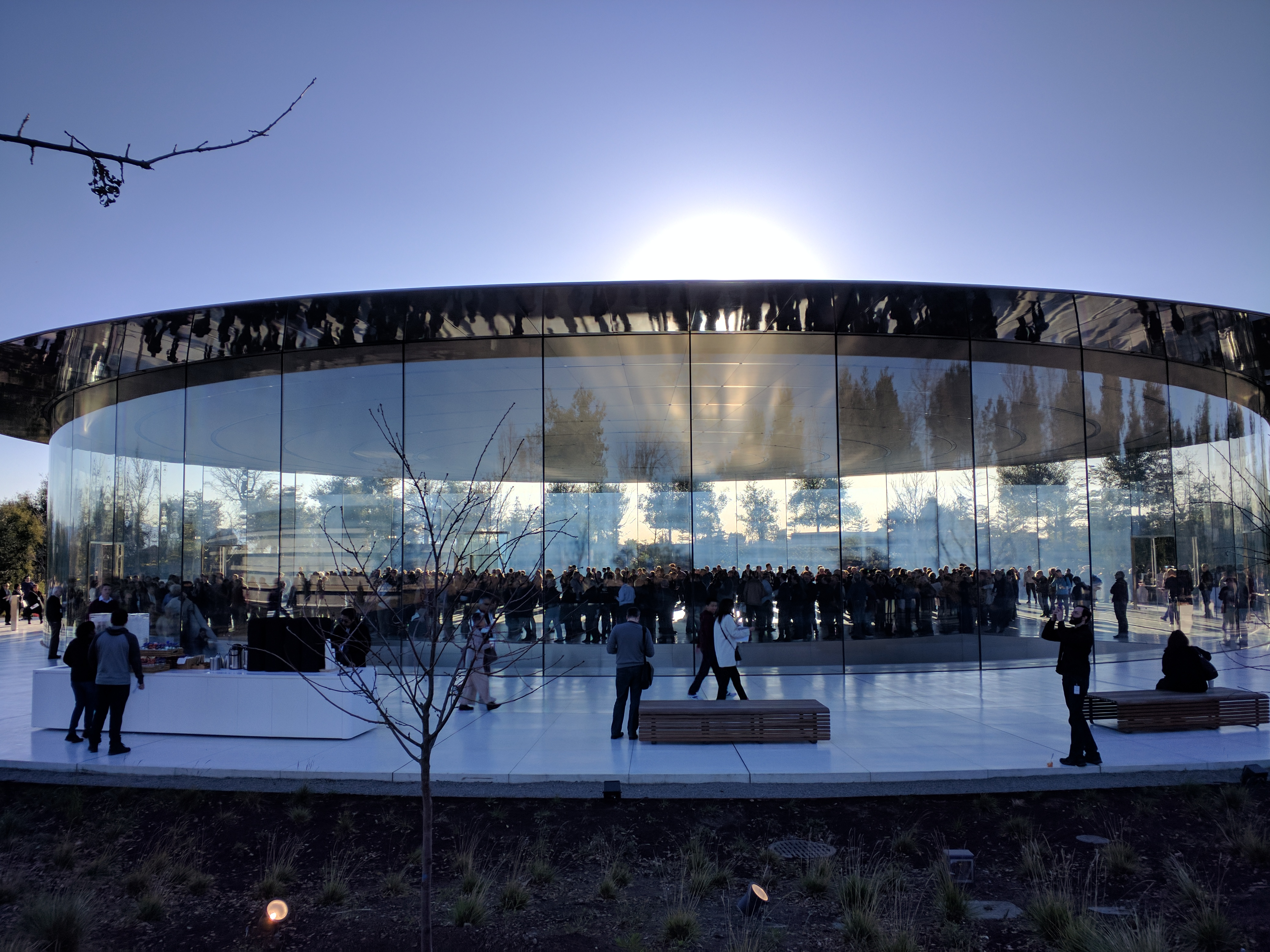
Veduta esterna del Steve Jobs Theater all'Apple Park nel 2018

Apple ha ampliato i suoi campus ad Austin, in Texas, contemporaneamente alla costruzione di Apple Park a Cupertino. L'espansione è composta da due posizioni, di cui una con 100.000 m² dell'area di lavoro e gli altri 20 m². Apple investirà $ 1 miliardo (888 milioni di euro) per costruire il campus di North Austin. Nella sede più grande, 6.000 dipendenti lavorano nel supporto tecnico, gestiscono la rete di fornitori Apple per soddisfare le spedizioni di prodotti, aiutare a mantenere ITunes Store e App Store, gestire l'economia e aggiornare continuamente Apple Maps con nuovi dati. Nel suo campus più piccolo, 500 ingegneri lavorano su chip per processori di successiva generazione per l'esecuzione in futuri prodotti Apple.
Il quartier generale di Apple per Europa, Medio Oriente e Africa (EMEA) si trova a Cork, nel sud dell'Irlanda. La struttura, aperta nel 1980, è la prima sede di Apple al di fuori degli Stati Uniti. Apple Sales International, che si occupa di tutte le vendite internazionali di Apple al di fuori degli Stati Uniti, si trova nel campus Apple a Cork insieme ad Apple Distribution International, che si occupa allo stesso modo della rete di distribuzione internazionale di Apple. Il 20 aprile 2012, Apple ha aggiunto 500 nuovi posti di lavoro nella sua sede europea, aumentando la forza lavoro totale da circa 2.800 a 3.300 dipendenti. La compagnia costruirà un nuovo blocco di uffici nel suo Hollyhill Campus per accogliere il personale aggiuntivo. La sua sede principale nel Regno Unito si trova a Stockley Park, alla periferia di Londra.
A febbraio 2015, Apple ha aperto la sua nuova sede di 17.000 m² a Herzliya, in Israele, progettata per ospitare circa 800 dipendenti. Questo è il terzo ufficio di Apple situato in Israele; il primo, sempre a Herzliya, è stato ottenuto come parte dell'acquisizione di Anobit e l'altro è un centro di ricerca ad Haifa.
A dicembre 2015, Apple ha acquistato l'impianto di produzione di 70.000 piedi quadrati a North San Jose precedentemente utilizzato da Maxim Integrated in un affare di $ 18, 2 milioni.

### Negozi

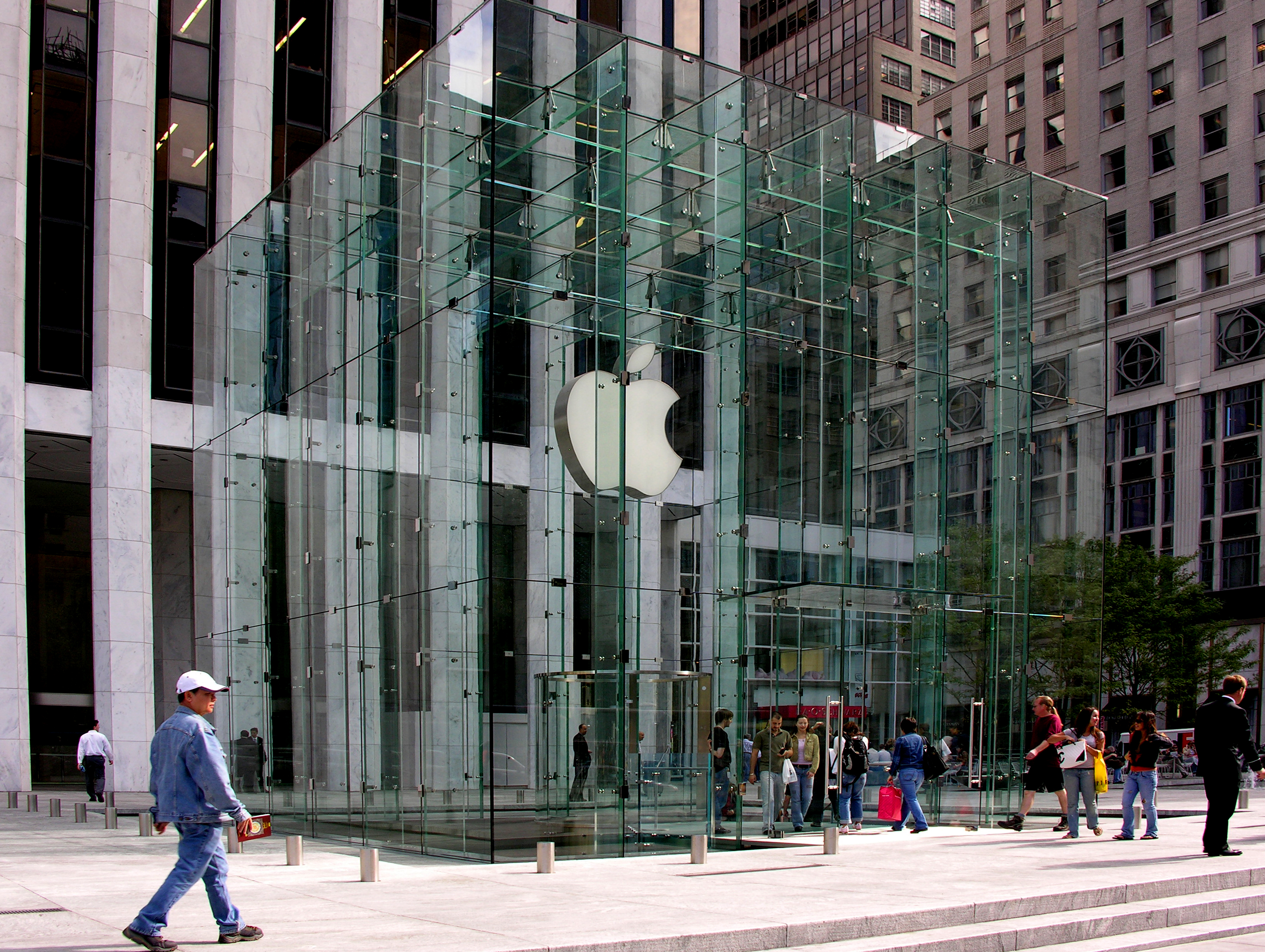
Quinta Strada, New York

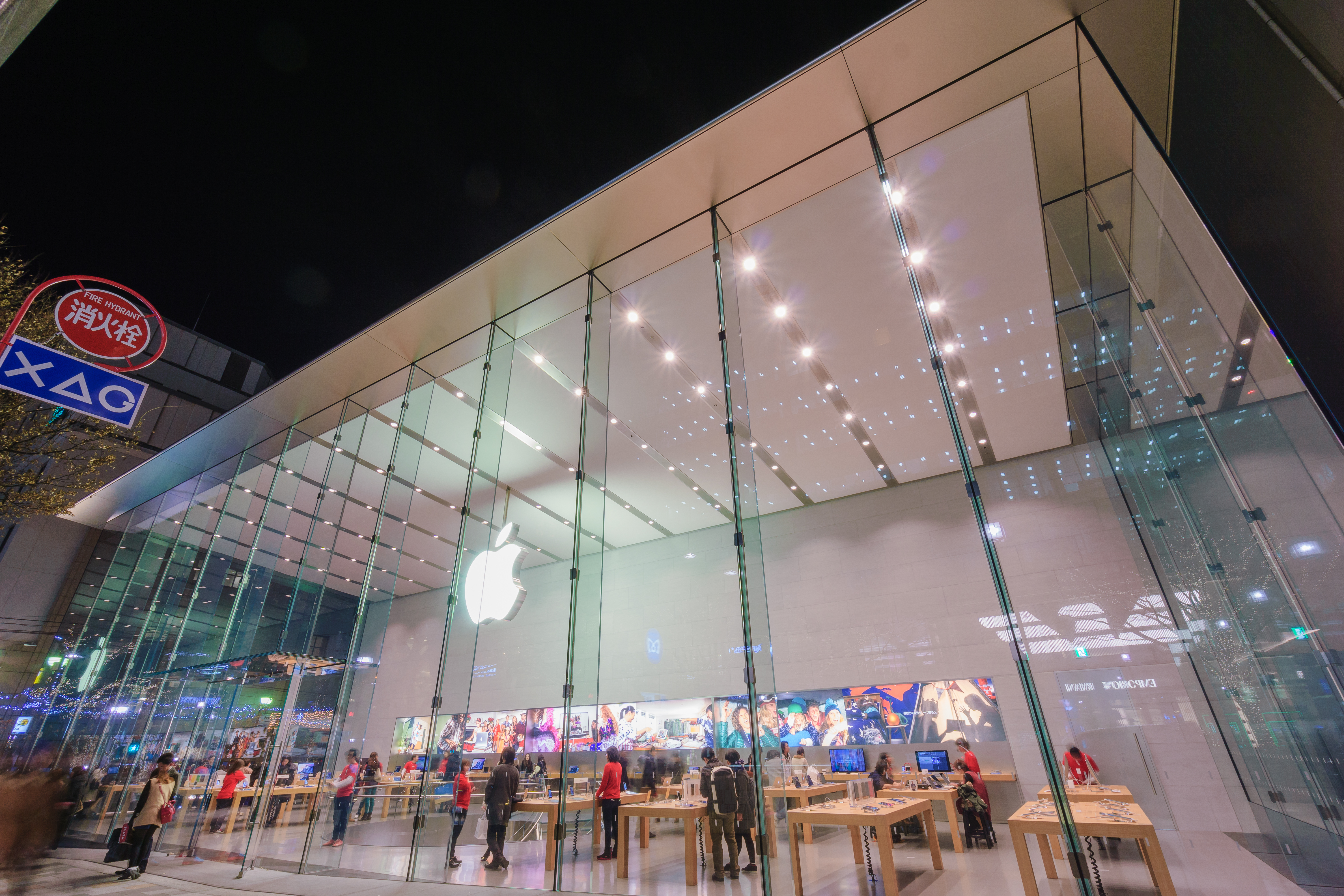
Omotesandō, Tokyo, Giappone

I primi Apple Store furono originariamente aperti come due sedi nel maggio 2001 dall'allora AD Steve Jobs, dopo anni di tentativi, ma fallendo, di concetti store-in-store. Vedendo la necessità di una migliore presentazione al dettaglio dei prodotti dell'azienda, nel 1997 iniziò uno sforzo per rinnovare il programma di vendita al dettaglio per ottenere una migliore relazione con i consumatori e assunse Ron Johnson nel 2000. Jobs ha rilanciato il negozio online di Apple nel 1997 e ha aperto i primi due negozi fisici nel 2001. Inizialmente i media ipotizzavano che Apple avrebbe fallito, ma i propri negozi hanno avuto un grande successo, aggirando il numero di vendite dei negozi vicini concorrenti e in tre anni raggiunse un miliardo di dollari di vendite annuali, diventando il rivenditore più veloce della storia a farlo. Nel corso degli anni, Apple ha ampliato il numero di punti vendita e la sua copertura geografica, con 499 negozi in 22 paesi in tutto il mondo, in data dicembre 2017. Le forti vendite di prodotti hanno collocato Apple tra i negozi al dettaglio di alto livello, con vendite superiori a $ 16 miliardi (14 miliardi di euro) a livello globale nel 2011.
Nel maggio 2016, Angela Ahrendts, allora Senior Vice President Retail di Apple, ha inaugurato un Apple Store significativamente ridisegnato a Union Square, San Francisco, con grandi vetrate per l'ingresso, spazi aperti e stanze rinnovate. Oltre all'acquisto di prodotti, i consumatori possono ottenere consigli e assistenza da "professionisti creativi", persone con conoscenze specializzate in arti creative; ottenere supporto per il prodotto in un Genius Grove alberato; e partecipare a sessioni, conferenze ed eventi della comunità, con Ahrendts che commenta che l'obiettivo è quello di trasformare gli Apple Store in "piazze", un luogo in cui le persone si incontrano naturalmente e trascorrono del tempo. Il nuovo design verrà applicato a tutti gli Apple Store in tutto il mondo, un processo che ha visto i negozi trasferirsi temporaneamente o chiudersi.
Molti Apple Store si trovano all'interno dei centri commerciali, ma Apple ha creato diversi negozi "di punta" autonomi in località di alto profilo. Ha ottenuto brevetti di design e ha ricevuto riconoscimenti architettonici per i progetti e la costruzione dei suoi negozi, in particolare per l'uso di scale e cubi di vetro. Il successo degli Apple Store ha avuto un'influenza significativa su altri rivenditori di elettronica di consumo, che hanno perso traffico, controllo e profitti a causa di una qualità del servizio e dei prodotti percepita negli Apple Store. La notevole fedeltà alla marca di Apple tra i consumatori provoca lunghe file di centinaia di persone nelle nuove aperture di Apple Store o nelle versioni dei prodotti. A causa della popolarità del marchio, Apple riceve un gran numero di domande di lavoro, molte delle quali provengono da giovani lavoratori. Sebbene i dipendenti di Apple Store ricevano una retribuzione superiore alla media, ricevano denaro per l'istruzione e l'assistenza sanitaria e sconti sui prodotti ci sono percorsi di avanzamento di carriera limitati o assenti. Un rapporto del maggio 2016 con un impiegato al dettaglio anonimo ha messo in evidenza un ambiente di lavoro ostile con molestie da parte dei clienti, intense critiche interne e mancanza di bonus significativi per la stipula di importanti contratti commerciali.
A causa della pandemia di COVID-19, Apple ha chiuso i suoi negozi al di fuori della Cina fino al 27 marzo 2020. Nonostante i negozi siano chiusi, i lavoratori continuano a essere pagati. I lavoratori di tutta l'azienda sono autorizzati a lavorare in remoto se il loro impiego lo consente. Il 24 marzo 2020, in una nota, il Vicepresidente per le persone e il commercio al dettaglio Deirdre O'Brien annuncia che alcuni dei negozi al dettaglio dovrebbero riaprire all'inizio di aprile.

## Azienda e dipendenti

### AD
- 1977-1981: Michael "Scotty" Scott
- 1981-1983: Mike Markkula
- 1983-1993: John Sculley
- 1993-1996: Michael Spindler
- 1996-1997: Gil Amelio
- 1997-2011: Steve Jobs
- 2011-presente: Tim Cook[248]

### Consiglio di amministrazione
Al 26 ottobre 2019, le seguenti persone siedono nel consiglio di amministrazione di Apple Inc.
- Tim Cook (direttore esecutivo e AD)
- Arthur D. Levinson (presidente)
- James A. Bell (direttore non esecutivo)
- Al Gore (consigliere non esecutivo)
- Andrea Jung (direttore non esecutivo)
- Ronald Sugar (direttore non esecutivo)
- Susan Wagner (direttrice non esecutiva)

### Direzione esecutiva
Al 29 marzo 2019 la gestione di Apple Inc. comprende:
- Tim Cook (CEO)
- Luca Maestri (vicepresidente senior e direttore finanziario)
- Jeff Williams (direttore operativo)
- Jonathan Ive (capo progettista) (in uscita)[250][251]
- Katherine L. Adams (vicepresidente senior e consigliere generale)
- Eddy Cue (vicepresidente senior  - software e servizi Internet)
- Craig Federighi (vicepresidente senior - Ingegneria software)
- John Giannandrea (vicepresidente senior - apprendimento automatico e strategia di intelligenza artificiale)
- Deirdre O'Brien (vicepresidente senior - vendita al dettaglio e persone)
- Dan Riccio (vicepresidente senior - ingegneria hardware)
- Phil Schiller (vicepresidente senior - marketing mondiale)
- Johny Srouji (vicepresidente senior - tecnologie hardware)
- Sabih Khan (vicepresidente senior - operazioni)
- Steven Dowling (vicepresidente - comunicazioni)
- Lisa P. Jackson (vicepresidente - ambiente, politiche e iniziative sociali)
- Isabel Ge Mahe (vicepresidente e amministratore delegato - Grande Cina)
- Tor Myhren (vicepresidente - comunicazioni di marketing)
- Adrian Perica (vicepresidente - sviluppo aziendale)

### L'Apple Fellows program
Un Apple Fellow (in inglese membro, collega) è un dipendente che è stato nominato come tale da Apple stessa in riconoscimento ai suoi straordinari contributi tecnici o carismatici al mondo dell'informatica. L'Apple Fellows program ha finora elargito questo titolo a pochissime persone, tra le quali: Al Alcorn, Bill Atkinson, Guy Kawasaki, Alan Kay, Don Norman e Steve Wozniak.

### Cultura aziendale

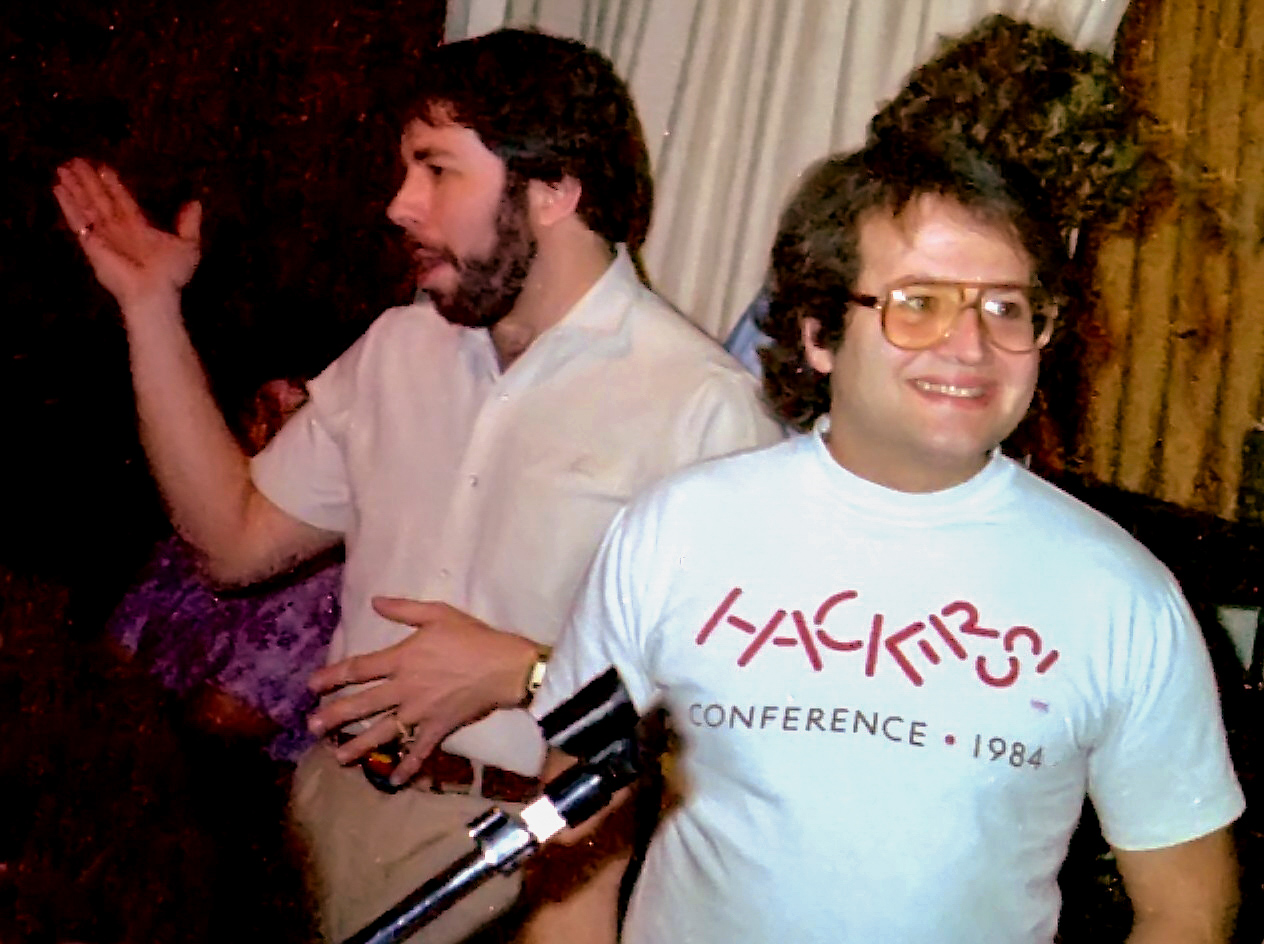
Steve Wozniak e Andy Hertzfeld al club Apple User Group Connection nel 1985

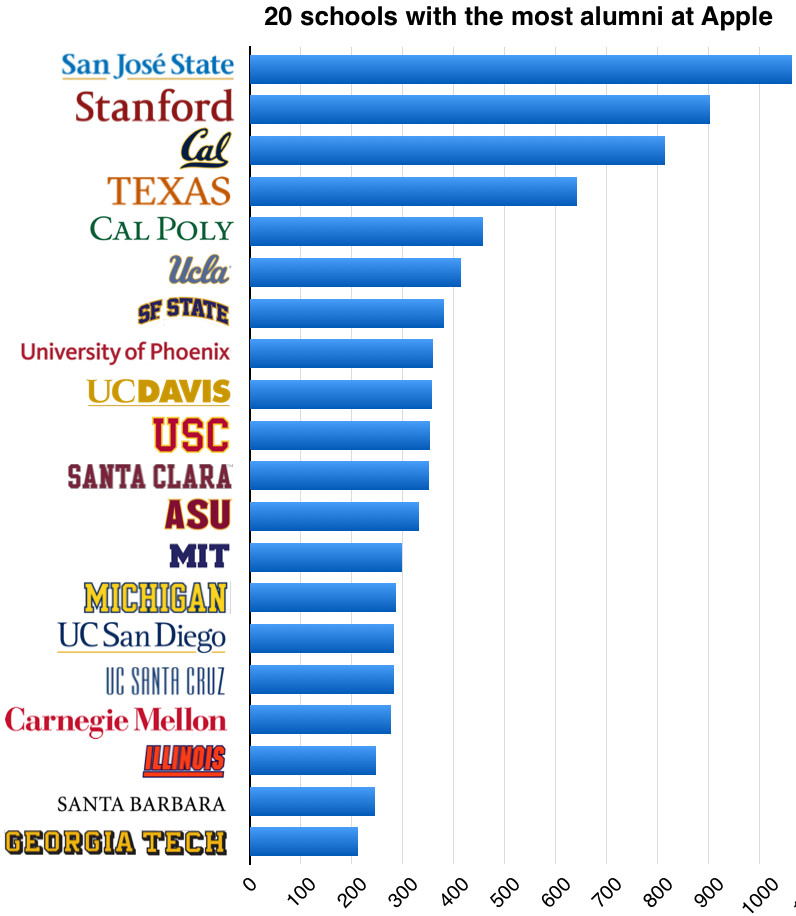
Università con il maggior numero di ex studenti presso Apple

Apple è una delle numerose aziende di grande successo fondate negli anni '70 che hanno opposto le nozioni tradizionali di cultura aziendale. Jobs spesso camminava per l'ufficio a piedi nudi anche dopo che Apple è diventata parte della lista Fortune 500. Al tempo della pubblicità televisiva "1984", la cultura informale di Apple era diventata una caratteristica chiave che la differenziava dai suoi concorrenti. Secondo un rapporto del 2011 di Fortune, ciò ha portato a una cultura aziendale più simile a una start up piuttosto che a una multinazionale.
Poiché la società è cresciuta ed è stata guidata da una serie di amministratori delegati di diversa opinione, ha probabilmente perso parte del suo carattere originale. Tuttavia, ha mantenuto una reputazione per la promozione dell'individualità e dell'eccellenza che attira in modo affidabile i lavoratori di talento, in particolare dopo che Jobs è tornato in azienda. Numerosi dipendenti Apple hanno dichiarato che i progetti senza il coinvolgimento di Jobs spesso richiedevano più tempo rispetto a quelli a cui lui partecipava.
Per riconoscere il meglio dei suoi dipendenti, Apple ha creato il programma Apple Fellows che premia le persone che forniscono straordinari contributi tecnici o di leadership al personal computer mentre sono in azienda. Finora la Apple Fellowship è stata assegnata a persone tra cui: Bill Atkinson, Steve Capps, Rod Holt, Alan Kay, Guy Kawasaki, Allan Alcorn, Donald Norman, Rich Page e Steve Wozniak.
In Apple, i dipendenti sono destinati a essere specialisti che non sono esposti a funzioni al di fuori della loro area di competenza. Jobs ha visto questo come un mezzo per avere impiegati ottimi in ogni ruolo. Ad esempio, Ron Johnson, Senior Vice President of Retail Operations fino al 1º novembre 2011, era responsabile della selezione del sito, del servizio in negozio e del layout del negozio, ma non aveva il controllo dell'inventario nei suoi negozi. Ciò è stato fatto da Tim Cook, che aveva una reminiscenza nella gestione della catena di approvvigionamento. Apple è nota per far rispettare rigorosamente la responsabilità. Ogni progetto ha un "individuo direttamente responsabile" o "DRI" nel gergo di Apple. Ad esempio, quando il vicepresidente senior di iOS Scott Forstall ha rifiutato di firmare le scuse ufficiali di Apple per numerosi errori nell'app riprogettata Mappe, è stato costretto a dimettersi. A differenza di altre importanti aziende statunitensi, Apple fornisce una politica di compensazione relativamente semplice per i dirigenti che non include vantaggi di altri amministratori delegati come le tasse del country club o l'uso privato degli aeromobili aziendali. La società in genere garantisce stock option ai dirigenti ogni due anni.
Nel 2015, Apple aveva 110.000 impiegati a tempo pieno. Questo numero è aumentato a 116.000 l'anno successivo, una notevole riduzione delle assunzioni, in gran parte a causa del suo primo calo delle entrate. Apple non specifica quanti dei suoi dipendenti lavorano nella vendita al dettaglio, anche se il suo deposito SEC 2014 ha messo il numero a circa la metà della sua base di dipendenti. A settembre 2017, Apple ha annunciato di avere oltre 123.000 dipendenti a tempo pieno.
Apple ha una forte cultura del segreto aziendale e un team di sicurezza globale anti-fuga di notizie che recluta dalla NSA, dall'FBI e dai Servizi segreti statunitensi.
A dicembre 2017, Glassdoor ha dichiarato che Apple era il 48º miglior luogo in cui lavorare, essendo inizialmente entrata in classifica al 19º posto nel 2009, raggiungendo il 10º nel 2012 e scendendo al ribasso negli anni successivi.

#### Mancanza di innovazione
Un articolo editoriale su The Verge a settembre 2016 del giornalista tecnologico Thomas Ricker ha esplorato alcuni dei percepiti deficit di innovazione del pubblico negli ultimi anni presso Apple, affermando in particolare che Samsung ha "eguagliato e addirittura superato Apple in termini di design industriale degli smartphone" e citando il convinzione che Apple non sia in grado di produrre un altro momento decisivo nella tecnologia con i propri prodotti. Continua a scrivere che la critica si concentra su singoli pezzi di hardware piuttosto che sull'ecosistema nel suo insieme, affermando "Sì, l'iterazione è noiosa. Ma è anche il modo in cui Apple fa affari. […] Entra in un nuovo mercato, quindi affina e raffina e continua la raffinazione fino a quando non produce un successo". Riconosce che le persone desiderano "l'eccitazione della rivoluzione", ma sostiene che vogliono anche "il conforto che deriva dall'armonia". Inoltre, scrive che "un dispositivo è solo il punto di partenza di un'esperienza che alla fine sarà governata dall'ecosistema in cui è stato generato", riferendosi a come prodotti hardware decenti possono ancora fallire senza un ecosistema adeguato (menzionando specificamente che i Walkman non abbiano un ecosistema per impedire agli utenti di sostituirli con prodotti migliori), ma come i dispositivi Apple in diversi segmenti hardware sono in grado di comunicare e cooperare attraverso il servizio iCloud con funzionalità tra cui Universal Clipboard (in cui può essere copiato il testo su un dispositivo incollato su un dispositivo diverso) e funzionalità del dispositivo interconnessa tra cui Auto Unlock (in cui un Apple Watch può sbloccare un Mac nelle immediate vicinanze). Sostiene che l'ecosistema di Apple sia la sua più grande innovazione.
A giugno 2017 il Wall Street Journal ha riferito che la crescente dipendenza di Apple da Siri, il suo assistente personale virtuale, ha sollevato dubbi su quanto Apple possa effettivamente realizzare in termini di funzionalità. Mentre Google e Amazon utilizzano i big data e analizzano le informazioni dei clienti per personalizzare i risultati, Apple ha una forte posizione favorevole alla privacy, intenzionalmente non conservando i dati degli utenti. "Siri è un libro di testo su come condurre qualcosa nella tecnologia e poi perdere un vantaggio nonostante abbia tutti i soldi e il talento e seduto nella Silicon Valley", ha detto al Journal Holger Mueller, un analista di tecnologia. Il rapporto afferma inoltre che lo sviluppo di Siri ha sofferto a causa di membri del team e dirigenti che hanno lasciato l'azienda per i concorrenti, una mancanza di obiettivi ambiziosi e strategie di cambiamento. Sebbene il passaggio delle funzioni di Siri all'apprendimento automatico e agli algoritmi, che ha drasticamente ridotto il suo tasso di errore, secondo quanto riferito l'azienda non ha ancora anticipato la popolarità dell'Echo di Amazon, che presenta l'assistente personale Alexa. I miglioramenti a Siri si sono arrestano, vari dirigenti si sono scontati e ci sono stati disaccordi sulle restrizioni imposte alle interazioni con app di terze parti. Mentre Apple ha acquisito una startup con sede in Gran Bretagna, specializzata in assistenti alla conversazione, l'Assistente Google era già in grado di aiutare gli utenti a selezionare le reti Wi-Fi con la voce e Siri era in ritardo di funzionalità.
A dicembre 2017, due articoli di The Verge e ZDNet hanno messo in discussione quella che è stata una settimana particolarmente devastante per le piattaforme software macOS e iOS di Apple. Il primo aveva subito una grave vulnerabilità della sicurezza, in cui i Mac che eseguivano l'ultimo software macOS High Sierra erano vulnerabili a un bug che consentiva a chiunque di ottenere i privilegi di amministratore inserendo "root" come richiesto dal nome utente nel sistema, lasciando vuoto il campo della password e facendo doppio clic su "sblocca", ottenendo l'accesso completo. Il bug viene reso pubblico su Twitter, piuttosto che attraverso adeguati programmi bug bounty. Apple ha distribuito una correzione di sicurezza entro un giorno e si è scusata, affermando di essere "inciampata" per quanto riguarda la sicurezza degli ultimi aggiornamenti. Dopo aver installato la patch di sicurezza, tuttavia, la condivisione dei file veniva interrotta per alcuni utenti, ed Apple ha distribuito un documento di supporto con le istruzioni per risolvere separatamente quel problema. Sebbene Apple abbia dichiarato pubblicamente la promessa di "controllare i processi di sviluppo per evitare che ciò accada di nuovo", gli utenti che hanno installato l'aggiornamento di sicurezza mentre eseguivano la versione 10.13.0 precedente del sistema operativo High Sierra anziché la nuova 10.13.1 hanno riscontrato che la vulnerabilità di sicurezza "root" era stata reintrodotta e persisteva anche dopo aver aggiornato completamente i propri sistemi. Su iOS, un bug relativo alla data ha causato il riavvio ripetuto dei dispositivi iOS che hanno ricevuto notifiche di app locali alle 12:15 del 2 dicembre 2017. Gli utenti sono stati invitati a disattivare le notifiche per le loro app. Apple ha rapidamente rilasciato un aggiornamento, fatto durante la notte a Cupertino, in California e al di fuori della solita finestra di rilascio del software, con una delle funzionalità principali dell'aggiornamento ritardata di alcuni giorni. A causa dei problemi combinati di quella settimana sia su macOS e iOS hanno portato Tom Warren di The Verge a definirlo un incubo per gli ingegneri del software di Apple e descritti come un intervallo significativo nella capacità di Apple di proteggere i propri dispositivi, che sono 1 miliardo di unità. Adrian Kingsley-Hughes ha scritto che fosse difficile non considerare lo scivolone di Apple. Ella concluse il suo articolo facendo riferimento a un precedente articolo, in cui scrisse che "Apple non l'avrebbe fatto sotto il dominio di Steve Jobs, molto di ciò che sta accadendo ad Apple negli ultimi tempi è diverso da quello che si aspettavano da Jobs. Per non dire che le cose non sono andate male sotto il suo controllo, ma gli annunci sui prodotti e i lanci sono stati sicuramente molto più stretti, così come la qualità generale di ciò che Apple ha messo in commercio." Tuttavia, ha anche riconosciuto che tali fallimenti "sarebbero potuti effettivamente accadere" anche con Jobs in carica, anche se tornando alle precedenti lodi per le sue esigenze di qualità, afferma "è quasi garantito che, data la sua personalità, i capi sarebbero stati licenziati, il che limita fallimenti futuri".

### Produzione
La produzione, l'approvvigionamento e la logistica dell'azienda le consentono di eseguire lanci massicci di prodotti senza dover mantenere grandi inventari che riducono i profitti. Nel 2011, i margini di profitto di Apple sono stati del 40 percento, rispetto al 10-20 percento per la maggior parte delle altre società di hardware. Lo slogan di Cook per descrivere la sua attenzione al braccio operativo dell'azienda è:"Nessuno vuole comprare latte acido".
Inizialmente con il Mac, Apple generalmente si rifiutava di adottare gli standard del settore prevalenti per l'hardware, invece di crearne uno proprio. Questa tendenza è stata in gran parte invertita alla fine del 1990, a cominciare dall'adozione di Apple del PCI bus nei 7500/8500/9500 Power Mac. Da allora Apple ha aderito ai gruppi di standard del settore per influenzare la direzione futura degli standard tecnologici come: USB, AGP, HyperTransport, Wi-Fi, NVMe, PCIe e altri nei suoi prodotti. FireWire è uno standard di origine Apple che è stato ampiamente adottato in tutto il settore dopo essere stato standardizzato come IEEE 1394 ed è una porta legalmente obbligatoria in tutte le scatole TV via cavo negli Stati Uniti.
Apple ha gradualmente ampliato i suoi sforzi per portare i suoi prodotti nel mercato indiano. Nel luglio 2012, durante una conferenza telefonica con gli investitori, l'AD Tim Cook ha dichiarato di adorare l'India, ma Apple vede maggiori opportunità al di fuori della regione. Il requisito dell'India secondo cui il 30% dei prodotti venduti doveva essere fabbricato nel paese aggiunge, condendo Apple, un costo molto alto per portare i prodotti sul mercato". Ad ottobre 2013, i dirigenti indiani di Apple hanno presentato un piano per la vendita di dispositivi attraverso piani di installazione e concetti store-in-store, nel tentativo di espandersi ulteriormente nel mercato. La notizia ha seguito il riconoscimento di Cook del paese a luglio, quando i risultati delle vendite hanno mostrato che le vendite di iPhone in India sono cresciute del 400% durante il secondo trimestre del 2013. Nel marzo 2016, il Times of India ha riferito che Apple aveva chiesto il permesso al governo indiano di vendere iPhone ricondizionati nel paese. Tuttavia, due mesi dopo, la domanda è stata respinta, citando la politica ufficiale del paese. A maggio 2016, Apple ha aperto un centro di sviluppo app iOS a Bangalore e un ufficio di sviluppo mappe per 4.000 dipendenti a Hyderabad. A febbraio 2017, Apple ha nuovamente richiesto l'autorizzazione a vendere iPhone usati nel paese. Lo stesso mese, Bloomberg riferì che Apple stava per ricevere l'autorizzazione per aprire il suo primo negozio al dettaglio nel paese. A marzo, il Wall Street Journal ha riferito che Apple avrebbe iniziato a produrre modelli di iPhone in India "nei successivi due mesi", e a maggio, il Journal ha scritto che un produttore di Apple aveva iniziato la produzione di iPhone SE nel paese, mentre Apple ha dichiarato a CNBC che la produzione era per un "piccolo numero" di unità. A dicembre 2017, Reuters ha riferito che Apple e il governo indiano si stavano scontrando per aumenti pianificati delle tasse di importazione per i componenti utilizzati nella produzione di telefoni cellulari, con Apple che aveva avviato colloqui con funzionari governativi per cercare di ritardare i piani, ma il governo indiano ha continuato le sue politiche senza esenzioni all'iniziativa "Made in India". Gli aumenti delle tasse di importazione sono entrati in vigore pochi giorni dopo, con Apple che è stata ferita di più da tutti i produttori di telefoni, con nove dei dieci telefoni importati nel paese, mentre il principale concorrente smartphone Samsung produce quasi tutti i suoi dispositivi localmente. Ad aprile 2019, Apple ha avviato la produzione di iPhone 7 nella sua struttura di Bengaluru, tenendo presente la domanda dei clienti locali anche se cercano maggiori incentivi dal governo indiano. All'inizio del 2020, Tim Cook ha annunciato che Apple prevede l'apertura del suo primo outlet fisico in India per il 2021, mentre entro la fine dell'anno verrà lanciato un negozio online.
A maggio 2017, la società ha annunciato un progetto di finanziamento da $ 1 miliardo (888 milioni di euro) per la "produzione avanzata" negli Stati Uniti, e successivamente ha investito $ 200 milioni (177 milioni di euro) in Corning Inc., un produttore di tecnologia Gorilla Glass rinforzata utilizzata nei suoi dispositivi iPhone. Il dicembre successivo, il direttore generale di Apple, Jeff Williams, disse alla CNBC che l'importo di "$ 1 miliardo" non era "assolutamente" il limite finale della spesa, aggiungendo: "Non stiamo pensando in termini di limite di fondi... Stiamo pensando, dove sono le opportunità negli Stati Uniti per aiutare a nutrire le aziende che stanno facendo la tecnologia avanzata e la produzione avanzata che ne consegue, che francamente è essenziale per la nostra innovazione".

### Pratiche e iniziative ambientali

#### Apple Energy
Apple Energy, LLC è una consociata interamente controllata di Apple Inc. che vende energia solare. In data 6 giugno 2016, gli impianti solari di Apple in California e Nevada sono stati dichiarati in grado di fornire 217,9 megawatt di capacità di generazione solare. Oltre alla produzione di energia solare dell'azienda, Apple ha ricevuto l'approvazione normativa per la costruzione di un impianto di energia per discariche di gas nella Carolina del Nord. Apple utilizzerà le emissioni di metano per generare elettricità. Il data center della Carolina del Nord di Apple è già alimentato interamente con energia da fonti rinnovabili.

#### Ambientalismo
A febbraio 2016, Apple ha emesso obbligazioni verdi dal valore di $ 1,5 miliardo, primato in assoluto nel suo genere per una società tecnologica statunitense. I proventi del green bond sono dedicati al finanziamento di progetti ambientali.

### Standard
Apple è membro dell'organizzazione di standardizzazione ECMA International (European Computer Manufacturers Association).

### Finanza
Apple è la più grande azienda di tecnologia informatica al mondo per fatturato, la più grande per cespite e il secondo produttore mondiale di telefoni cellulari dopo Samsung.
Nell'anno fiscale conclusosi a settembre 2011, Apple Inc. ha registrato un totale di $ 108 miliardi di ricavi annui: un aumento significativo rispetto ai ricavi del 2010 di $ 65 miliardi - e quasi $ 82 miliardi di riserve di cassa. Il 19 marzo 2012, Apple ha annunciato piani per un dividendo di $ 2,65 per azione a partire dal quarto trimestre del 2012, per approvazione da parte del proprio consiglio di amministrazione.
Le entrate annuali mondiali dell'azienda nel 2013 sono state di $ 170 miliardi. Nel maggio 2013, Apple è entrata per la prima volta nella top 10 della lista di aziende Fortune 500, salendo di 11 posizioni sopra la precedente classifica del 2012 ottenendo la sesta posizione. Al 2016, Apple ha circa $ 234 miliardi di contanti e titoli negoziabili, di cui il 90% si trova al di fuori degli Stati Uniti a fini fiscali.
Apple ha accumulato il 65% di tutti i profitti realizzati dagli otto maggiori produttori mondiali di smartphone nel primo trimestre del 2014, secondo un rapporto di Canaccord Genuity. Nel primo trimestre del 2015, la società ha raccolto il 92% di tutti gli utili.
Il 30 aprile 2017, il Wall Street Journal ha riferito che Apple aveva riserve in contanti di $ 250 miliardi, ufficialmente confermato da Apple come specificamente $ 256,8 miliardi pochi giorni dopo.
Al 3 agosto 2018, Apple era la più grande azienda quotata in borsa al mondo per capitalizzazione di mercato. Il 2 agosto 2018, Apple è diventata la prima società statunitense quotata in borsa a raggiungere un valore di mercato di $ 1000 miliardi (1 bilione). Apple è stata classificata al 4º posto nella classifica Fortune 500 2018 delle maggiori società statunitensi in base al fatturato totale.
| Anno | Entrate in milioni $ | Utile netto in milioni $ | Patrimonio collettivo in milioni $ | Impiegati |
| ---- | -------------------- | ------------------------ | ---------------------------------- | --------- |
| 2000 | 7.983                | 786                      | 6.803                              |           |
| 2001 | 5.363                | −25                      | 6.021                              |           |
| 2002 | 5.742                | 65                       | 6.298                              |           |
| 2003 | 6.207                | 69                       | 6.815                              |           |
| 2004 | 8.279                | 274                      | 8.050                              |           |
| 2005 | 13.931               | 1.328                    | 11.516                             | 14.800    |
| 2006 | 19.315               | 1.989                    | 17.205                             | 17.800    |
| 2007 | 24.578               | 3.495                    | 25.347                             | 21.600    |
| 2008 | 37.491               | 6.119                    | 36.171                             | 32.000    |
| 2009 | 42.905               | 8.235                    | 47.501                             | 34.300    |
| 2010 | 65.225               | 14.013                   | 75.183                             | 46.600    |
| 2011 | 108.249              | 25.922                   | 116.371                            | 60.400    |
| 2012 | 156.508              | 41.733                   | 176.064                            | 72.800    |
| 2013 | 170.910              | 37.037                   | 207.000                            | 80.300    |
| 2014 | 182.795              | 39.510                   | 231.839                            | 92.600    |
| 2015 | 233.715              | 53.394                   | 290.345                            | 110.000   |
| 2016 | 215.639              | 45.687                   | 321.686                            | 116.000   |
| 2017 | 229.234              | 48.351                   | 375.319                            | 123.000   |
| 2018 | 265.595              | 59.531                   | 365.725                            | 132.000   |
| 2019 | 260,174              | 55.256                   | 338.516                            | 137.000   |

#### Azioni AAPL
Apple nel corso della sua quotazione in borsa (nome della quotazione: AAPL) è proceduta cinque volte a frazionare il proprio azionariato:
| Data             | Rapporto |
| ---------------- | -------- |
| 6 giugno 1987    | 2 per 1  |
| 21 giugno 2000   | 2 per 1  |
| 28 febbraio 2005 | 2 per 1  |
| 9 giugno 2014    | 7 per 1  |
| 31 agosto 2020   | 4 per 1  |

Un'azione AAPL del 1985, ad esempio, equivale a 224 azioni AAPL di oggi (un'azione del 1985 = un'azione di oggi × 4 × 7 × 2 × 2 × 2).

### Pratiche fiscali
Apple ha creato filiali in luoghi a bassa tassazione come: Irlanda, Paesi Bassi, Lussemburgo e Isole Vergini britanniche per ridurre le tasse che paga in tutto il mondo. Secondo il New York Times, negli anni '80 Apple è stata tra le prime aziende tecnologiche a designare venditori all'estero in paesi ad alta tassazione in un modo che permettesse alla società di vendere per conto di filiali a basso regime fiscale in altri continenti, evitando le imposte sul reddito. Alla fine degli anni '80, Apple è stata pioniera di una tecnica contabile nota come "Double Irish with a Dutch sandwich", che riduce le tasse instradando i profitti attraverso le filiali irlandesi e i Paesi Bassi e poi nei Caraibi.
Il parlamentare del partito conservatore britannico Charlie Elphicke ha pubblicato una ricerca il 30 ottobre 2012 cui alcune società multinazionali, tra cui Apple Inc., stavano realizzando miliardi di sterline di profitto nel Regno Unito, ma stavano pagando un'aliquota fiscale effettiva a il Ministero del Tesoro del Regno Unito di solo il 3 percento, ben al di sotto dell'imposta sulle società standard. Ha seguito questa ricerca invitando il Cancelliere dello Scacchiere George Osborne a forzare queste multinazionali, che includevano anche Google e The Coca-Cola Company, a dichiarare l'aliquota fiscale effettiva pagata sulle entrate del Regno Unito. Elphicke ha anche affermato che i contratti governativi dovrebbero essere ritirati dalle multinazionali che non pagano la loro giusta quota delle imposte nel Regno Unito.
Apple afferma di essere il singolo maggiore contribuente del Dipartimento del tesoro degli Stati Uniti d'America con un'aliquota fiscale effettiva di circa il 26% a partire dal secondo trimestre dell'anno fiscale Apple 2016. In un'intervista al quotidiano tedesco FAZ nell'ottobre 2017, Tim Cook ha dichiarato che Apple è il più grande contribuente al mondo.
Nel 2015, Reuters ha riferito che Apple aveva guadagni all'estero di $ 54,4 miliardi non tassati dall'IRS degli Stati Uniti. In base alla legge fiscale degli Stati Uniti regolata dall'IRC, le società non pagano l'imposta sul reddito sugli utili all'estero a meno che gli utili non siano rimpatriati negli Stati Uniti e come tale Apple sostiene che a beneficio dei suoi azionisti lo lascerà all'estero fino a una vacanza di rimpatrio o un'imposta globale.
Il 12 luglio 2016 l'Ufficio centrale di statistica dell'Irlanda ha annunciato che il PIL irlandese 2015 era cresciuto del 26,3% e l'RNL del 18,7%. Le cifre hanno attirato lo scherno internazionale e sono state etichettate dall'economista vincitore del premio Nobel, Paul Krugman, come economia dei leprecauni. Solo nel 2018 gli economisti irlandesi hanno potuto provare definitivamente che la crescita del 2015 era dovuta alla ristrutturazione di Apple delle controverse doppie sussidiarie irlandesi (Apple Sales International), che Apple ha convertito in un nuovo assegno di capitale irlandese per il regime fiscale delle attività immateriali (con scadenza a gennaio 2020). La vicenda ha richiesto alla Central Bank of Ireland di creare una nuova misura della crescita economica irlandese, l'RNL modificato per sostituire il PIL irlandese, data la distorsione dei regimi fiscali di Apple. Il PIL irlandese è il 143% dell'RNL irlandese modificato.

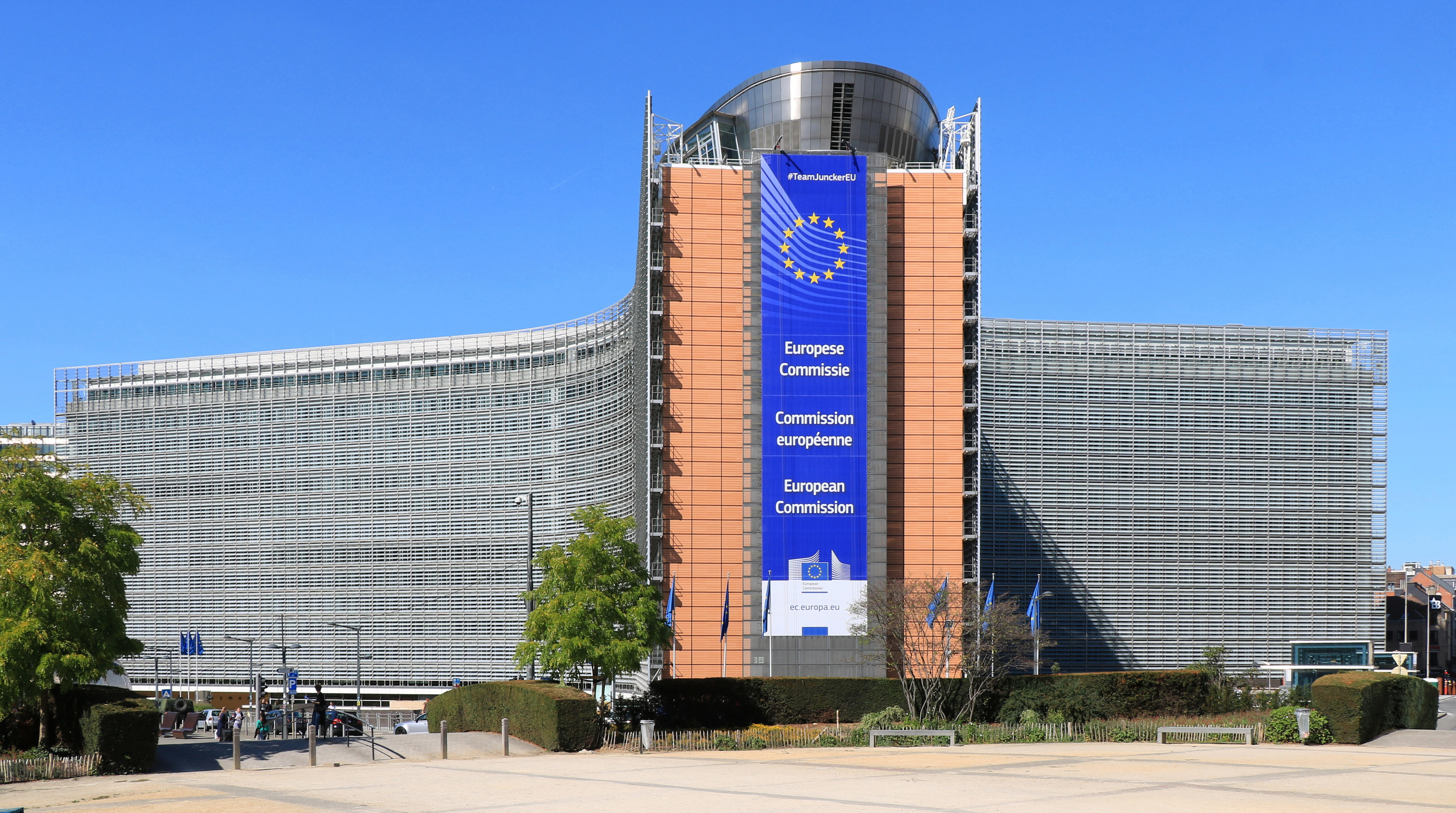
La Commissione Europea ha imposto ad Apple nel 2016 la più grande multa fiscale nella storia -pari a 13 miliardi di euro- divenuta definitiva nel 2024.

Il 30 agosto 2016, dopo un'indagine di due anni, il commissario europeo per la concorrenza ha concluso che Apple ha ricevuto "aiuti di Stato illegali" dall'Irlanda. L'UE ha ordinato a Apple di pagare 13 miliardi di euro, oltre agli interessi, per le tasse irlandesi non pagate per il periodo 2004-2014. È la più grande multa fiscale nella storia. La Commissione ha riscontrato che Apple aveva beneficiato di una sentenza fiscale irlandese privata sui commissari fiscali relativa alla sua doppia struttura fiscale irlandese, Apple Sales International (ASI). Invece di utilizzare due società per la sua doppia struttura irlandese, ad Apple è stata data la decisione di dividere l'ASI in due "rami" interni. Il cancelliere austriaco Christian Kern ha messo in prospettiva questa decisione affermando che "ogni caffè viennese, ogni chiosco di salsicce paga in Austria più tasse di una multinazionale".
A partire dal 24 aprile 2018, Apple ha accettato di iniziare a pagare 13 miliardi di euro di tasse arretrate al governo irlandese, i rimborsi si terranno in un conto di garanzia, mentre Apple e il governo irlandese continuano i loro appelli nei tribunali UE. A settembre 2024 Apple e l'Irlanda hanno perso i ricorsi e la multa è stata definitivamente confermata.

### Azioni legali
Apple ha partecipato a vari procedimenti legali e reclami da quando ha iniziato ad operare. In particolare, Apple è nota e promuove se stessa facendo valere attivamente e aggressivamente i propri interessi di proprietà intellettuale. Alcuni esempi di contenzioso includono Apple contro Samsung, Apple contro Microsoft, Motorola Mobility contro Apple Inc. e Apple Corps contro Apple Computer. Apple ha anche dovuto difendersi dalle accuse in numerose occasioni di violazione dei diritti di proprietà intellettuale. La maggior parte è stata respinta in tribunale essendo troll di brevetti, senza prove dell'uso effettivo dei brevetti in questione. Il 21 dicembre 2016, Nokia ha annunciato di aver intentato negli Stati Uniti e in Germania una causa contro Apple, sostenendo che i prodotti di quest'ultima violassero i brevetti di Nokia. A novembre 2017, la Commissione commerciale internazionale degli Stati Uniti ha annunciato un'indagine sulle accuse di violazione di brevetto in merito alla tecnologia desktop remota di Apple; Aqua Connect, una società che sviluppa software desktop remoto, ha affermato che Apple abbia violato due dei suoi brevetti.
Nel caso Epic Games contro Apple, Epic Games ha sfidato le restrizioni di Apple sulle app dall'avere altri metodi di acquisto in-app al di fuori di quello offerto dall'App Store.

### Posizione sulla privacy
Apple ha una posizione favorevole alla privacy, rendendo attivamente le funzioni e le impostazioni attente alla privacy delle sue conferenze, campagne promozionali e immagine pubblica. Con il suo sistema operativo mobile iOS 8 nel 2014, la società ha iniziato a crittografare tutti i contenuti dei dispositivi iOS attraverso i codici di accesso degli utenti, rendendo impossibile per l'azienda fornire i dati dei clienti alle richieste delle forze dell'ordine in cerca di tali informazioni. Con l'aumento della popolarità dei cloud, nel 2016 Apple ha iniziato una tecnica per eseguire scansioni ad apprendimento profondo per i dati del viso nelle foto sul dispositivo locale dell'utente e crittografare il contenuto prima di caricarlo sul sistema di archiviazione iCloud di Apple. Ha anche introdotto la "privacy differenziale", un modo per raccogliere dati di crowdsourcing da molti utenti, mantenendo anonimi i singoli utenti, in un sistema che Wired ha descritto come "cercare di imparare il più possibile su un gruppo mentre imparando il meno possibile su qualsiasi individuo in esso". Agli utenti viene chiesto esplicitamente se desiderano partecipare e possono attivare o disattivarlo esplicitamente.
Tuttavia, Apple aiuta le forze dell'ordine nelle indagini penali fornendo backup iCloud dei dispositivi degli utenti, e l'impegno dell'azienda per la privacy è stato messo in discussione dai suoi sforzi per promuovere la tecnologia di autenticazione biometrica nei nuovi modelli di iPhone, che non hanno lo stesso livello di privacy costituzionale di un codice/password negli Stati Uniti d'America.

### Cause benefiche
Apple è partner di (PRODUCT) RED, una campagna di raccolta fondi per la beneficenza dell'AIDS. Nel novembre 2014, Apple ha organizzato per tutte le entrate dell'App Store in un periodo di due settimane per andare alla raccolta fondi, generando più di US $ 20 milioni e nel marzo 2017, ha messo in commercio un iPhone 7 con una finitura di colore rosso.
Apple contribuisce finanziariamente alla raccolta di fondi in periodi di catastrofi naturali. Nel novembre 2012, ha donato $ 2,5 milioni alla Croce Rossa Americana per aiutare gli aiuti dopo l'uragano Sandy e nel 2017 ha donato $ 5 milioni per gli sforzi di soccorso sia per l'uragano Irma che per l'uragano Harvey e per il terremoto del Messico centrale del 2017. La società ha anche utilizzato la sua piattaforma iTunes per incoraggiare le donazioni, tra cui, a titolo esemplificativo, aiutare la Croce rossa Americana all'indomani del terremoto di Haiti del 2010, seguito da una procedura analoga a seguito del terremoto in Giappone del 2011, il tifone Haiyan nelle Filippine a novembre 2013 e la Crisi europea dei migranti a settembre 2015. Apple sottolinea che non comporta alcun trattamento o altre commissioni per le donazioni di iTunes, inviando il 100% dei pagamenti direttamente a soccorsi, sebbene riconosce anche che la Croce Rossa non riceva alcuna informazione personale sugli utenti che donano e che i pagamenti potrebbero non essere deducibili dalle tasse.
Il 14 aprile 2016, Apple e il WWF hanno annunciato di aver stretto una partnership per "aiutare a proteggere la vita sul pianeta". Apple ha pubblicato una pagina speciale su iTunes App Store, Apps for Earth. Nell'accordo, Apple si è impegnata a far sì che fino al 24 aprile di quell'anno il WWF riceva il 100% dei proventi dalle applicazioni partecipanti all'App Store tramite gli acquisti di eventuali app a pagamento e gli acquisti in-app. La campagna di Apple e WWF ha raccolto oltre $ 8 milioni di proventi totali per sostenere il lavoro di conservazione del WWF. Il WWF ha annunciato i risultati al WWDC 2016 a San Francisco.
Durante la pandemia di COVID-19, l'AD di Apple, Cook ha annunciato che la società donerà "milioni" di mascherine agli operatori sanitari negli Stati Uniti e in Europa.

## Controversie
- Apple è stata spesso criticata per il suo modello di sviluppo verticale. L'azienda viene accusata di non tenere conto delle logiche di mercato e di sviluppare intenzionalmente prodotti non compatibili con il resto del mercato. Questa strategia impedirebbe di utilizzare efficacemente l'economia di scala che l'industria dei personal computer consente e quindi i prodotti Apple tendenzialmente costano di più dei prodotti della concorrenza. A tale critica si può opporre la constatazione che, almeno nell'hardware, attualmente i computer Apple sfruttano standard più simili a quelli degli altri Personal Computer rispetto al passato e che ciò in effetti ha di molto ridotto il divario di prezzo, specie se si fa una comparazione a parità di prestazioni.
- Un'altra critica che viene rivolta è la guida eccessivamente personale del CEO, specialmente durante la gestione di Steve Jobs. Quest'ultimo venne accusato di eccessiva personalizzazione della società e di accentramento delle funzioni di comando.
- Apple è stata criticata per la chiusura con cui gestisce la propria tecnologia. Quest'ultimo argomento è stato notevolmente ridimensionato con l'arrivo di macOS: il nuovo sistema operativo è basato su degli standard aperti e Apple stessa ha spesso appoggiato gli standard aperti piuttosto che utilizzare soluzioni proprietarie. Quando uno standard libero non esisteva, spesso Apple ha provveduto a crearne uno (es. FireWire o Zeroconf) e a renderlo disponibile agli sviluppatori. D'altro canto, macOS (con l'esclusione della versione server) non può essere legalmente installato su hardware non Apple. Questo, ad esempio, impedisce di installare macOS in virtualizzazione su altro hardware[313].
- Una delle critiche che gli sviluppatori rivolgono ad Apple è la sua tendenza a mettere in competizione tra di loro i vari gruppi di ricerca per i finanziamenti. Un esempio è la rivalità che si è creata tra gli sviluppatori delle vecchie librerie Carbon (appartenenti al vecchio sistema operativo) e gli sviluppatori delle nuove librerie Cocoa (provenienti dal sistema operativo di NeXT). Molti sviluppatori ritengono queste rivalità controproducenti e non necessarie per uno sviluppo funzionale del sistema operativo.
- Vi sono state critiche alla gestione del software di terze parti presenti nell'App Store che, prima dell'inserimento effettivo deve essere vidimato dalla stessa Apple conferendo una maggiore sicurezza ma ciò non evita la presenza di applicazioni non funzionanti o che si ispirino a prodotti licenziati di grande fama, registrando in rari casi anche un'elevata diffusione delle stesse[314]. La gestione delle app è caratterizzata anche dal rispetto delle limitazioni imposte da Apple[315]; questo ha spinto alcuni produttori al ritiro dei propri prodotti a causa delle limitazioni stesse, come le commissioni sui ricavi[316][317] o la limitazione sul tipo di contenuti[318]. Ad esempio Opera che può essere fruito solo da un pubblico con più di 17 anni, motivando tale limite con la possibilità di visualizzare contenuti erotici tramite lo stesso[319].
- Ha inoltre perseguito una politica controcorrente sull'uso e supporto della tecnologia Flash, la quale, secondo Apple, dovrebbe essere libera, mentre è tuttora una proprietà di Adobe. Il suo utilizzo ha portato a problemi di sicurezza (riferiti al 2009) e ha dato problemi di affidabilità nei dispositivi Apple. Inoltre, per quanto riguarda i video Flash, pur rappresentando il 75% dei video totali presenti sul web, sono in molti casi disponibili anche nel formato video H.264, contando anche il fatto che con la riproduzione nel formato Flash si verifica un maggiore consumo di risorse energetiche (che porta a una minore durata delle batterie dei dispositivi mobili), questo perché necessita di una decodifica software non hardware. Questa tecnologia attualmente presenta una scarsa prestazione sui dispositivi mobili con interfaccia multitouch, visto che nella maggior parte dei casi è sviluppata e pensata per dispositivi che utilizzano un puntatore (comunemente conosciuto come freccetta) gestito dal mouse o simili. Secondo Apple, un uso di software di terze parti che si interpone tra la piattaforma e lo sviluppatore, ostacola le migliorie e il progresso della piattaforma stessa, potendo portare l'azienda in balia di terzi per quanto riguarda la disponibilità di migliorie software per gli sviluppatori, dato che generalmente per uno strumento di sviluppo cross-platform gli sviluppatori potrebbero decidere di renderne disponibili gli aggiornamenti solo quanto questo sia effettivamente disponibile per tutte le piattaforme supportate[320][321]. Nel 2011, Adobe ha distribuito Flash Media Server 4.5 per ricodificare i soli filmati Flash e renderli così disponibili per i dispositivi Apple che non supportano tale standard[322].

### Sostenibilità ambientale
Il 25 agosto 2006, Greenpeace International ha lanciato l'"Eco guida ai prodotti elettronici", con l'intento di premiare le aziende che non fanno uso di sostanze chimiche pericolose e contribuiscono al riciclaggio dei rifiuti elettronici. Prese in considerazione 14 aziende al vertice del settore computer e telefonia cellulare, nessuna ha ottenuto un punteggio soddisfacente e in particolare Apple (classificatasi inizialmente all'11º posto con un punteggio di 2,7 su 10) è risultata essere molto indietro per quanto riguarda l'impatto ambientale dei suoi prodotti. Infatti, con 262 milligrammi per chilo, il MacBook di Apple conteneva i livelli più alti, tra i 5 modelli testati – Acer, Apple, Dell, HP e Sony – di una sostanza tossica, il ritardante di fiamma brominato (BFR) (TBBPA). Per questi motivi, Greenpeace ha poi lanciato una campagna chiamata "Green my Apple" dove ha chiesto all'azienda di «impegnarsi a non utilizzare composti chimici pericolosi nei suoi prodotti, per essere all'avanguardia non solo nel design, ma anche nel rispetto dell'ambiente e della salute dei consumatori».
Tuttavia, nella seconda versione dell'eco guida aggiornata al dicembre 2006, Apple è scivolata all'ultimo posto rimanendo ferma a un punteggio di 2,7 su 10.
Apple nel frattempo ha reso nota una serie di termini ultimi per eliminare le sostanze inquinanti dai suoi prodotti. Questa nota si aggiunge alla  sezione del sito. che la società dedica da tempo alle problematiche ambientali e in cui illustra le proprie politiche e i traguardi ottenuti in questo ambito. A conferma del rispetto delle legislazioni in materia, l'EPEAT ha premiato con la medaglia d'argento 19 prodotti Apple.
Nonostante questo, nella classifica di Greenpeace di aprile 2007 Apple è stata collocata in decima posizione con 5,3 punti su 10. Greenpeace ha preso atto delle dichiarazioni della società, ma attende le presentazioni dei prodotti ecocompatibili per innalzare significativamente il rating della società.
Nel gennaio del 2008, Jobs presenta al Keynote i nuovi prodotti di casa Apple e fa notare come non sono stati usati mercurio o arsenico e inoltre i ritardanti di fiamma brominati (BFR) e il PVC sono assenti dalle parti progettate direttamente da Apple. Greenpeace ammette che questo rappresenta un passo avanti, ma che non è del tutto sufficiente e che possono esserci ancora delle migliorie.
Nel corso dell'anno 2009, Apple ha aggiornato tutta la propria linea di prodotti, eliminando completamente l'utilizzo delle sostanze tossiche precedentemente elencate. Grazie a questi sforzi, il 7 gennaio 2010 Greenpeace assegna ad Apple il primo posto nella classifica "Greener Electronics", specificatamente per l'eliminazione di tali sostanze. La nota recita:«Apple is leading the way on eliminating toxic PVC and BFRs from all it's new products with the new iMac and MacBook being the first PC's completely free of PVC and BFR» ovvero:"Apple è la prima azienda del settore a produrre computer completamente privi di PVC e BFR".
Nell'ottobre 2010, Apple si porta alla 9ª posizione con 4,9 punti su 10. Pur migliorando la sua posizione in classifica rispetto al 2007, peggiora nel risultato finale dei "Greener Electronics", a causa soprattutto della mancata pubblicazione di informazioni riguardo ai piani futuri di smaltimento delle sostanze nocive.
Nel novembre 2011, Apple si porta alla 4ª posizione con 4,6 punti su 10. Le valutazioni negative nel rapporto dettagliato fanno riferimento non tanto a pratiche scorrette da parte dell'azienda, quanto alla carenza di informazioni relative alla politica di Apple riguardo al riciclaggio di determinati materiali.
La società di anno in anno pubblica il documento “Supplier Responsibility Progress Report”, dove analizza la situazione sulla condotta dei partner manifatturieri. Nel rapporto 2011 segnalava come l'11% dei 127 impianti collegati non gestissero i rifiuti in maniera adeguata, mentre il 31% non si erano conformati agli standard delle emissioni atmosferiche.

### Apple contro Apple
Fin dalla nascita della Apple, si è posto il problema del rapporto con l'omonima (e preesistente) etichetta discografica Apple Records, problema che ha dato luogo a una lunghissima controversia legale. Un primo accordo si ebbe nel 1991, quando Apple Computer si impegnò a non introdurre nei propri prodotti alcun elemento musicale; accordo ben presto violato quando i computer con la mela cominciarono a emettere suoni (e uno di questi suoni fu ironicamente chiamato dai programmatori Sosumi, che si pronuncia come so sue me, cioè «E ora fammi causa»). La contesa si fece più aspra nel 2003 con l'avvento dell'iTunes Store, negozio online di musica digitale gestito dalla Apple Inc. Solo nel febbraio 2007 le due società sono giunte a un accordo legale che ha placato la controversia e aperto la strada alla messa in vendita della musica dei Beatles nello store online di iTunes. Il 16 novembre 2010, dopo anni di attesa, l'intero catalogo dei Beatles è approdato su iTunes corredato da molti extra quali video, documentari e interviste.
Nell'ottobre del 2012, il simbolo della mela dei Beatles è diventato ufficialmente di proprietà della Apple.

### Brevetti e proprietà intellettuali
Apple detiene diversi brevetti e il consorzio W3C, di cui essa risulta essere uno dei membri, ha chiesto fin dal 2009 di liberalizzare due suoi brevetti, riguardanti widget web. Data l'assenza di risultati, ha pubblicato una lettera aperta per verificare l'esistenza di queste tecniche prima del 2005, in modo che tramite il concetto "prior art" si possano invalidare tali brevetti.
Nei primi anni del XXI secolo, Apple ha fatto molte cause per violazioni dei brevetti a molte aziende telefoniche (per guadagnare soldi e per togliere i suoi principali concorrenti), in particolar modo a Samsung, che oltre a un concorrente risulta essere anche un fornitore di componenti hardware, denunciata principalmente per un plagio estetico dei prodotti Apple, anche con metodi ritenuti poco consoni. La causa nei Paesi Bassi è finita con il verdetto di inconsistenza delle accuse di Apple; Il Galaxy Tab 10.1 in alcuni paesi è stato ritenuto diverso dal prodotto Apple, mentre in altri, come negli U.S.A., è stato ritenuto una copia (perché secondo alcuni i giudici stavano dalla parte di Apple). Negli USA, anche il Samsung Nexus è stato ritenuto simile all'iPhone, ma solo dopo una dimostrazione reale della violazione dei brevetti estetici, mentre in Gran Bretagna la Apple è stata costretta a specificare nei suoi spot come non ci sia alcuna violazione al riguardo.
Le denunce di plagio sono state rivolte anche contro Apple da diverse aziende, quali VIA Technologies, per una violazione sulla comunicazione dei microprocessori e dalla Cequint per il sistema di riconoscimento del mittente di una telefonata.
Apple nel 2009 è stata accusata dall'Elan Microelectronics per la violazione del brevetto sulla tecnologia touch screen; il verdetto finale del 2012 ha decretato la colpevolezza dell'azienda, costretta a pagarne un indennizzo.
Nel 2010 è stata aperta una causa alla Apple per violazione del diritto d'autore di alcuni autori cinesi, che hanno visto le proprie opere trasformarsi in applicazioni a pagamento, senza il riconoscimento del proprio diritto d'autore. Apple alla presentazione della denuncia, dichiara di aver rimosso alcuni dei titoli in questione, ma alcuni sviluppatori a quanto pare li avrebbero reinseriti online, mentre Wang Guohua, rappresentate legale degli scrittori, sostiene che la mancata punizione degli sviluppatori costituirebbe un incoraggiamento alla violazione del copyright.
Al termine del 2011 è emerso come Apple abbia ceduto determinati brevetti alla Meet Digitude Innovations per eseguire Patent Troll nei confronti dei suoi concorrenti (ovvero l'utilizzo di brevetti non per scopi produttivi, ma per estorcere royalties a chiunque utilizzi l'idea oggetto del brevetto).
Nel gennaio del 2012, Apple avvia una causa nei confronti di Android per la violazione del brevetto 263 ("l'interfaccia di programmazione di un'applicazione in tempo reale"). Qualora venisse confermata la violazione del brevetto, per Android potrebbe significare riscrivere la maggior parte del sistema operativo.
Nel gennaio 2013 è stata rivelata l'esistenza di un brevetto a nome di Apple per delle scarpe dotate di sensori, presumibilmente da utilizzare in attività sportiva.
Nel 2014, Apple venne accusata di aver violato un brevetto e tecnologia utilizzate sul suo processore A7, appartenente alla WARF (Wisconsin Alumni Research Foundation), registrato nel 1998 e denominato "Tablet Based Data Speculation Circuit for Parallel Processing Computer".

### Antitrust e altre autorità
In diversi anni e stati la Apple è stata denunciata e multata per via dell'errata comunicazione e applicazione della garanzia sui suo prodotti. Il primo a denunciarlo fu l'Antitrust (AGCM: Autorità Garante della Concorrenza e del Mercato) che chiese che venisse specificato in modo più chiaro l'estensione dell'anno di garanzia di Apple sui suoi prodotti, dato che è un servizio a pagamento che si sovrappone alla garanzia legale e gratuita del venditore e che in passato ha portato ad avanzare una denuncia con esito positivo da parte di un consumatore, arrivando poi ad aprire un'istruttoria su tale caso che si è conclusa con una multa di 900 000 euro (confermata anche dopo il ricorso della Apple). Successivamente venne pubblicata la relativa pagina e documento comparativo tra l'assistenza minima dovuta per legge e il servizio Apple care. Nel 2012, il commissario europeo per la giustizia, Viviane Reding, ha informato la Commissione Europea a riguardo di tale pratiche, la quale può solo informare i relativi paesi europei per le eventuali manovre sanzionatorie.
Al termine del 2012, Apple ha riconosciuto i 2 anni di garanzia da parte del venditore previsti in Italia, ma dato che tale adempimento non è avvenuto nei tempi prestabiliti, è stata comunque multata per 200.000 euro.
Nel contempo si apre un'inchiesta su Apple e altri cinque grandi gruppi editoriali per verificare un eventuale cartello per condizionare al rialzo i prezzi degli e-books, cartello confermato tramite tre gruppi editoriali, permettendo anche l'avvio della class action contro questi gruppi e Apple.
Nel 2011, Apple è stata denunciata per violazione sulla privacy, prima tramite azione singola dell'avvocato Kim Hyung-Suk, poi tramite class action, a causa del suo sistema di geo-localizzazione, che venivano raccolti dall'azienda, portando poi quest'ultima alla distribuzione di un aggiornamento software (iOS 4.3.3) per correggere questa registrazione.
La questione privacy venne ripresa nel 2012 dalla Ars Technica, che ha analizzato il servizio iCloud della Apple, evidenziando come possiede una chiave master di decodifica per visualizzare anteprime, spostare, rifiutare, modificare e/o rimuovere i file dei utenti, inoltre secondo i termini e i condizioni di utilizzo del servizio, Apple ha la possibilità di accedere, utilizzare, salvaguardare o divulgare informazioni sugli account e sui contenuti alle autorità.
Nel 2012 è stata accusata per pubblicità ingannevole: nello specifico sono stati messi sotto accusa i servizi offerti da Siri, in quanto non sarebbero garantiti in alcun modo come mostrato nelle pubblicità, inoltre viene menzionato come tale software porti a un eccessivo consumo di dati, per questo motivo è stata avviata un class action. Le accuse di pubblicità ingannevole sono state rivolte anche da Altroconsumo nel 2011 per la pubblicità di AirPlay, in quanto non specificava le condizioni necessarie per usufruirne.
In Australia, Apple, dietro il consenso della Corte Federale australiana, ha dovuto modificare una pubblicità ingannevole, in quanto veniva pubblicizzato in modo errato l'iPad 4G, il quale non poteva utilizzare la rete 4G australiana in quanto non compatibile, mentre nel messaggio pubblicitario appariva come compatibile. Le class action riguardanti tali pubblicità (Siri e rete 4G) sono state avviate in diversi stati, portando poi Apple a cambiare dicitura da "Wi-Fi + 4G" a "Wi-Fi + Cellular".
Nel 2015 venne constatato come la Apple, in Italia, avesse evaso 880 milioni di euro.

### Le questioni legate alla privacy
Apple è implicata nelle rivelazioni fatte nel 2013 da Edward Snowden sul programma di sorveglianza PRISM implementato dalla NSA. I seguenti dati sono raccolti dall'agenzia statunitense: i contatti, i messaggi e le discussioni istantanee (testo, video, audio), la posta elettronica, i dati memorizzati, la VoIP, il trasferimento di file, le video-conferenze, le notificazioni che riguardano l'attività, i dettagli dei social network, le coordinate GPS e le "richieste speciali".

## Citazioni nei media
- Nel film Una poltrona per due compare in una scena un giornale con una pubblicità dell'Apple II.
- In un episodio della ventesima stagione de I Simpson viene aperto a Springfield un Mapple Store, palese riferimento alla catena di negozi di Apple. Lisa è interessata a comprare un MyPod e nel corso della puntata si trova a parlare di persona con Steve Mobbs (ovvia caricatura dell'ex CEO di Apple). Le citazioni e parodie nella puntata si susseguono incessantemente, ad esempio in una scena viene replicato il famoso spot 1984, con l'uomo dei fumetti che scaglia il martello contro un mega-schermo dal quale Mobbs parla alla folla. È anche presente un riferimento al MacBook Air e al fatto che sia talmente sottile da sparire se visto di profilo.
- Sempre ne I Simpson, viene parodiato uno dei primi dispositivi tascabili prodotti da Apple, il Message Pad basato su NewtonOS, e sulle difficoltà del sistema di riconoscimento calligrafico che proponeva questa generazione di computer palmari.
- Nel film Forrest Gump si accenna a un'azienda dove Forrest e il suo socio in affari investiranno, nominata come "una specie di azienda fruttifera" che poi, vedendo il simbolo sul foglio, si scopre essere la Apple.